# Tbilisi
Tbilisi (gruz. თბილისი, w latach 1845–1936 Tyflis) – stolica i największe miasto Gruzji położone nad rzeką Kurą, zamieszkane przez 1,15 mln osób (aglomeracja 1,5 mln mieszkańców, 2010). Jest głównym kulturalnym, naukowym (Tbiliski Uniwersytet Państwowy, Gruziński Państwowy Uniwersytet Teatru i Kina, Biblioteka Narodowa i liczne uczelnie) i przemysłowym (m.in. produkcja lokomotyw) ośrodkiem Gruzji.

## Historia

### Legenda o powstaniu Tbilisi i początki miasta

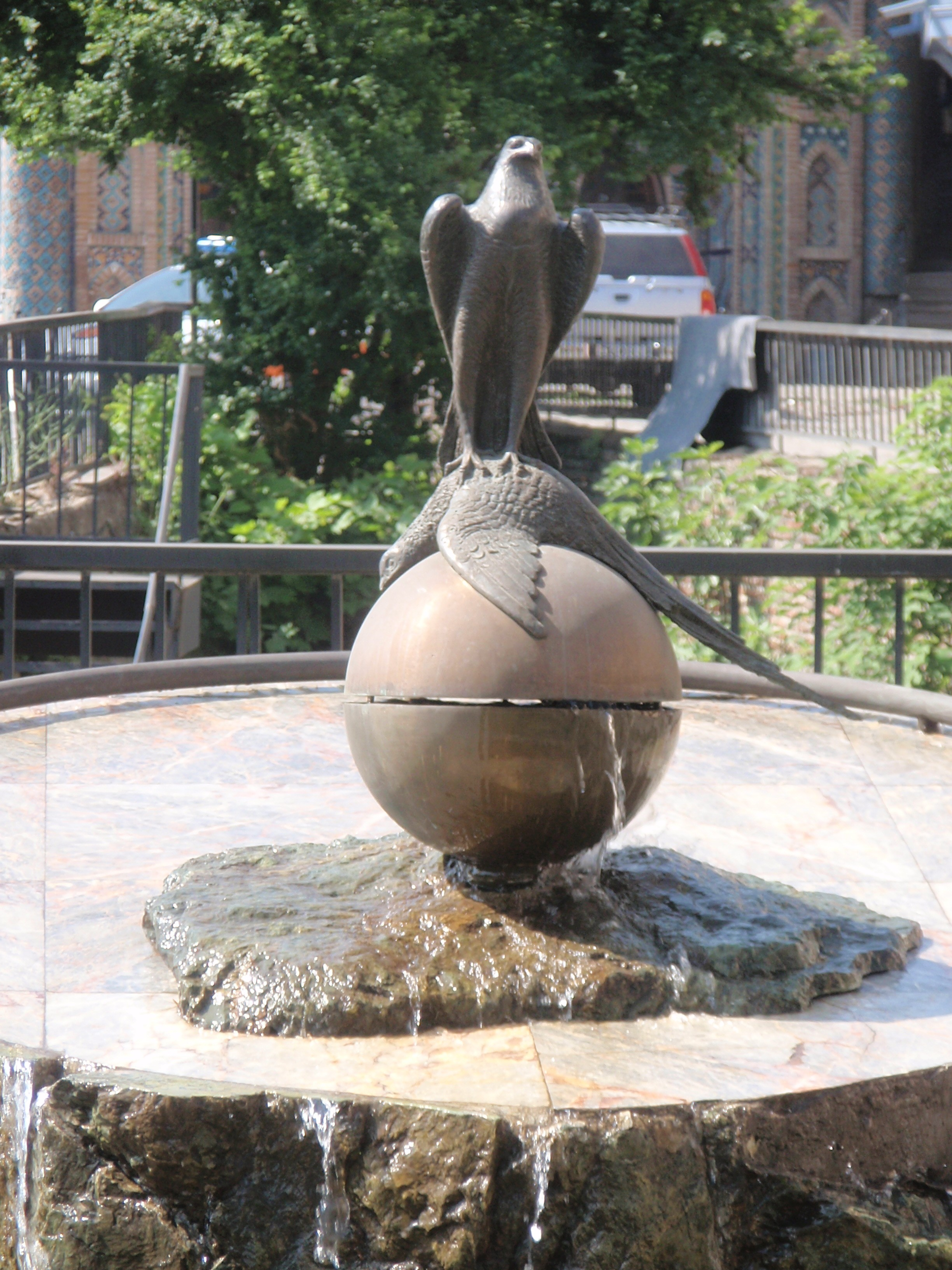
Stare miasto, fontanna z sokołem Wachtanga Gorgasalego

Historia powstania Tbilisi owiana jest legendą. Najbardziej znana wersja opowiada o tym, jak pewnego dnia król Wachtang Gorgasali (452–502) wybrał się wraz ze świtą na polowanie w okolicach dzisiejszego miasta. W czasie tych łowów królewski sokół pochwycił bażanta, po czym oba ptaki zniknęły z oczu polujących. Po długich poszukiwaniach myśliwi odnaleźli źródło, w którym leżały obok siebie martwy sokół ze zdobyczą. Okazało się, że źródło to było gorące, a ptaki, które do niego wpadły, sparzone zostały ukropem. Zadziwiony tym, co się stało, król Gorgasali przyjrzał się bliżej okolicy – malowniczym stokom górskim pokrytym lasami i żyznej dolinie rzeki. Stwierdził też, że miejsce to obfituje w źródła, z których większość była gorąca. Oczarowany pięknem okolicy nakazał założyć tu miasto, któremu z powodu licznych ciepłych źródeł nadano nazwę „Tbilisi”, pochodzącą od gruzińskiego słowa „tbili” (თბილი) – ciepły.
W rzeczywistości ślady osadnictwa ludzkiego na obszarze dzisiejszego Tbilisi sięgają odleglejszych czasów. Wykopaliska archeologiczne potwierdzają jego istnienie już w epoce miedzi (IV i III tysiąclecie p.n.e.), z silnie rozbudowanym miastem, kamienną twierdzą, istniejącą już w drugiej połowie czwartego wieku naszej ery, kilkaset lat przed królem Watchangiem Gorgasali.
Wykopaliska mówią też, że miasto i twierdza istniały tu około stu lat przed panowaniem Wachtanga Gorgasalego, w II połowie IV wieku. Pierwszym źródłem pisanym zaświadczającym o istnieniu Tbilisi jest mapa podróżna wykonana również w IV wieku przez rzymskiego geografa Kastoriusza. Za panowania króla Gorgasalego malało znaczenie dotychczasowej stolicy – Mcchety – i położonej w niej twierdzy Armazi, a wzrastała rola Tbilisi jako politycznego, gospodarczego i kulturalnego centrum kraju. Król ten rozbudował Tbilisi i wzniósł w nim swój pałac, zamierzając przenieść tu stolicę. Zrobił to jego syn, Daczi I, który rozbudował miasto.
Odtąd Tbilisi, jako stolica państwa i ważny punkt strategiczny, było celem najazdów różnych ludów i państw ościennych. Dlatego lata pokoju i stabilnego rozwoju przeplatają się z latami wojen, najazdów i zniszczeń.

### Panowanie perskie i arabskie (VI–XI w.)
Początki miasta przypadają na IV stulecie n.e., które jest okresem wpływów sasanidzkiej Persji. Sasanidzi nałożyli na Kartlię obowiązek zapłaty daniny oraz zaczęli rozprzestrzeniać zaratusztrianizm. Ośrodkiem ich oddziaływania było Tbilisi. Początkowo nie udało im się obalić władzy królewskiej. Twierdza tbiliska stała się jednak siedzibą perskiego namiestnika, który pretendował do współrządzenia krajem. W VI w. nastąpił wzrost wpływów perskich, a w 523 władza królewska w Kartlii została przez Persów całkowicie usunięta. Tbilisi staje się siedzibą marzpana – namiestnika perskiego rządzącego Kartlią. Mimo tych niesprzyjających okoliczności politycznych następuje rozwój życia kulturalnego gruzińskiej stolicy. W schyłkowym okresie panowania perskiego, na przełomie VI i VII w., powstaje tbiliska katedra Sioni. W 627 cesarz bizantyński Herakliusz, po 2-miesięcznym oblężeniu, zdobył Tbilisi przy pomocy Chazarów, którzy „przelali rzeki krwi” i złupili miasto. Odtąd uczty kaganów chazarskich nieraz zdobiły złote i srebrne naczynia zrabowane w Tbilisi. Opisy wspaniałych kosztowności, które stały się łupem najeźdźców, dają obraz bogactwa Tbilisi w VI i VII w. Było ono w tym czasie ludnym i bogatym miastem handlowym. Już w pierwszej połowie VIII w. (736–738) rozpoczyna się długi, trwający do ok. 1050, okres arabskiego panowania w Gruzji. Tbilisi staje się siedzibą emira, któremu faktycznie podlegał cały kraj. Tutaj również stacjonują główne arabskie siły wojskowe. W drugiej połowie VIII w. w Tbilisi działa Abo z Tbilisi, bagdadczyk, który przyjął wiarę chrześcijańską, za co został stracony. Ogłoszony on został później patronem miasta. W 764 miasto zostało powtórnie na krótki czas zajęte i złupione przez Chazarów. Żyjący w tych czasach historyk gruziński Jan Sabanidze wplata w opis najazdu chazarskiego podniosły romantyczny epizod o księżniczce kartlijskiej, która nie chciała wyjść za mąż za innowiercę. W odpowiedzi na odmowę księżniczki wojsko chazarskie napadło na Tbilisi, biorąc ją i jej brata do niewoli. Piękna księżniczka wybrała jednak śmierć zamiast zamążpójścia, wypijając truciznę ukrytą w pierścieniu. Okres panowania arabskiego nie był dla miasta zbyt korzystny. Ludność chrześcijańska zmuszona została do opłaty haradżu (arab.: خراج), podatku pobieranego w pieniądzu od powierzchni posiadanej ziemi. Jednak konieczność obrony przed najazdami Bizancjum wymuszała rozwój umocnień miasta. Za czasów arabskich Tbilisi wciągnięte też zostało w sieć międzynarodowych powiązań handlowych. Pewien obraz tego, jak w tym czasie wyglądało miasto, daje utwór Jana Sabanidze „Męczeństwo Abo z Tbilisi” (VIII w.). Dowiadujemy się z niego, że w twierdzy Kala, przy drodze wiodącej z łaźni siarkowych do ogrodu botanicznego, znajdował się pałac arabskiego emira. Prawobrzeżna i lewobrzeżna część miasta połączone były mostem, a na skalistym brzegu Kury, tam gdzie dzisiaj wznosi się cerkiew Metechi, znajdowała się twierdza miejska. Od początku IX w. postępuje rozpad państwa arabskiego. Emirat Tbiliski powoli uwalnia się spod władzy kalifa. W czasie jednak, gdy w wyzwolonej spod panowania arabskiego zachodniej część Gruzji zachodzą procesy jednoczenia się gruzińskich księstw feudalnych, Tbilisi długo jeszcze pozostaje pod władzą Arabów. Próba przyłączenia Emiratu Tbiliskiego do Gruzji doprowadza jednak do poddania się emira Tbilisi w wasalną zależność od króla gruzińskiego Bagrata IV (1032).

### XI–XVIII w.
Po opuszczeniu miasta przez Arabów (ok. 1050) Tbilisi zajęte zostało w 1068 przez Seldżuków pod dowództwem Alp Arslana bin Chaghri, co zapoczątkowało krótki, lecz niezwykle dotkliwy okres panowania Turków seldżuckich, zwany dotąd w Gruzji „wielkim poturczeniem” (gruz.: დიდი თურქობა). Seldżukowie opuścili miasto w 1122, pokonani uprzednio w bitwie pod Didgori (1121) przez Dawida IV Budowniczego (1089–1125). Król ten przywrócił dawne polityczne i gospodarcze znaczenie Tbilisi, czyniąc go stolicą zjednoczonego państwa gruzińskiego, jednego z najpotężniejszych państw Azji Zachodniej. Państwo to osiągnęło szczyt swojego rozwoju za panowania królowej Tamary (1184–1213). W XII i na początku XIII w. trwał okres burzliwego kulturalnego i gospodarczego rozwoju Tbilisi. W tym czasie powstaje gruziński epos narodowy Witeź w tygrysiej skórze autorstwa Szoty Rustawelego. Rozciągająca się od Morza Czarnego do Kaspijskiego zjednoczona Gruzja kontrolowała ważne szlaki handlowe prowadzące do Indii, Iranu, Bizancjum i na Ruś. Tbilisi rozwija się pod względem gospodarczym. Kupcy tbiliscy biorą aktywny udział w międzynarodowej wymianie handlowej. Ten okres pomyślnego rozwoju miasta kończy się z początkiem lat dwudziestych XIII w., kiedy syn Tamary, Jerzy IV Lasza (1213–1223), odnosi pierwsze porażki w walce z nadciągającymi Mongołami (1221). W 1226 zajął Tbilisi szach chorezmijski Dżalal ad-Din Manguberti, pokonawszy uprzednio Gruzinów w bitwie pod Garni (1225). Jak przekazują kroniki, nakazał on zniszczyć katedrę Sioni i rozbić na jej miejscu namiot, z którego wydawał rozkazy. Na moście metechijskim rozłożono ikonę Matki Bożej, zmuszając mieszkańców miasta do jej deptania. Odmawiających uczynienia tego skracano o głowę i wrzucano do rzeki. W 1235 do granic Gruzji zbliżyli się Tatarzy. Na wieść o nadciągających napastnikach królowa Rudusan rozkazała podpalić Tbilisi, przenosząc swoją siedzibę do Kutaisi. Wkrótce spalone miasto zajęte zostało bez bitwy przez najeźdźców. Nastąpił okres bezwzględnej eksploatacji ekonomicznej kraju, w wyniku którego praktycznie zamarły rolnictwo, rzemiosło i handel. Stolica Gruzji jest jednak w miarę możliwości odbudowywana ze zniszczeń. W połowie XIII w. odbudowany został pałac królewski, a w latach 1278–1289 cerkiew Matki Bożej Metechijskiej. Jednak dalsze najazdy tatarskie i ogólny zastój gospodarczy doprowadzają miasto do stanu ruiny. Dopiero w latach 30. XIV w., po zwycięstwie Jerzego V Wspaniałego w walce z osłabionymi Ilchanidami, nastąpił okres stabilizacji i powolnej odbudowy. Wkrótce jednak Tatarzy powrócili do miasta. W latach 1386–1403 Gruzję 8-krotnie najechały wojska Tamerlana. Pierwszy z najazdów (1386) skierowany był przeciwko Tbilisi. W wyniku krwawej bitwy miasto na nowo zdobyte zostało przez wojska tatarskie, które pozostały w nim do 1402.

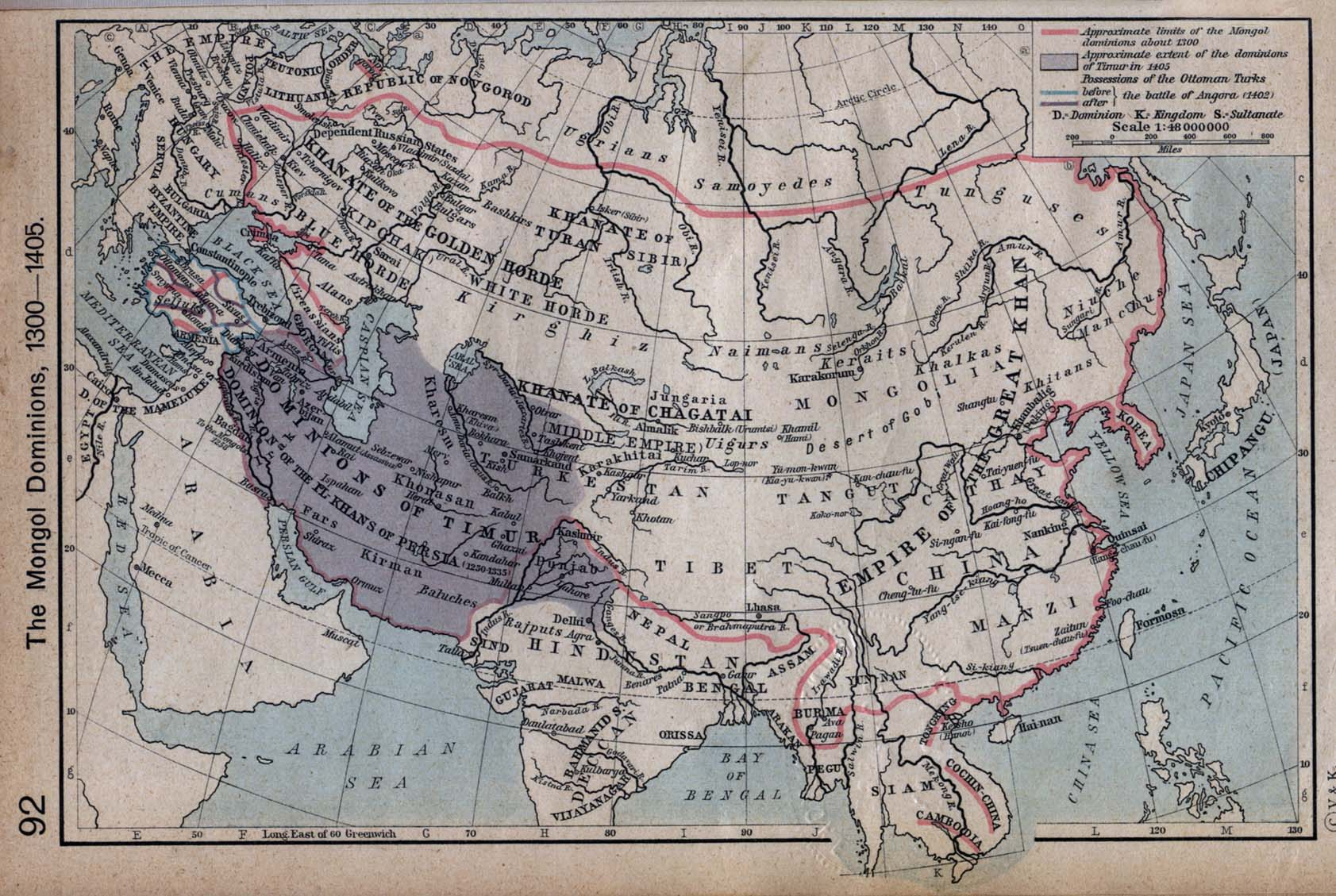
Państwo Timurydów u szczytu swego rozwoju

Skutki panowania tatarskiego i wojen z najeźdźcami w latach 1235–1402 były dla Tbilisi opłakane. Pod koniec tego okresu znaczna jego część leżała w gruzach, a liczba mieszkańców drastycznie spadła. Czasy panowania Aleksandra I (1412–1442) to z kolei okres powolnego rozpadu politycznego kraju. Zakończył się on w latach sześćdziesiątych XV wieku podziałem Gruzji na kilka niezależnych królestw i jedno księstwo. Tbilisi zostaje stolicą królestwa Kartlii, jednak z powodu ogólnego upadku gospodarczego kraju miasto znajduje się w stagnacji i długo nie zostaje odbudowywane z poprzednich zniszczeń. Dwaj podróżnicy włoscy – Giosafat Barbaro i Ambrogio Contarini – którzy w 1475 odwiedzili Tbilisi, opisują je jako miasto zrujnowane i zniszczone. Problemy wywołane złożoną sytuacją wewnętrzną potęgowane są niekorzystnym rozwojem sytuacji międzynarodowej. Tbilisi dzieli los innych miast handlowych regionu, których rozwój zahamowany zostaje wskutek zdobycia Konstantynopola przez Turków i dokonania nowych odkryć geograficznych, doprowadzających do zamarcia szlaków handlowych Kaukazu Południowego. XVI i XVII w. w historii Tbilisi to z kolei okres ciągłych okupacji miasta przez wojujące między sobą państwo tureckie i irańskie. W latach 1522–1524 miasto zajęte zostało przez irańskiego szacha Isma’ila I, którego wojsko zniszczyło wiele pomników gruzińskiej kultury narodowej. Krótko potem Tbilisi zdobyte zostało i spalone przez następcę Isma’ila, szacha Tahmaspa I.

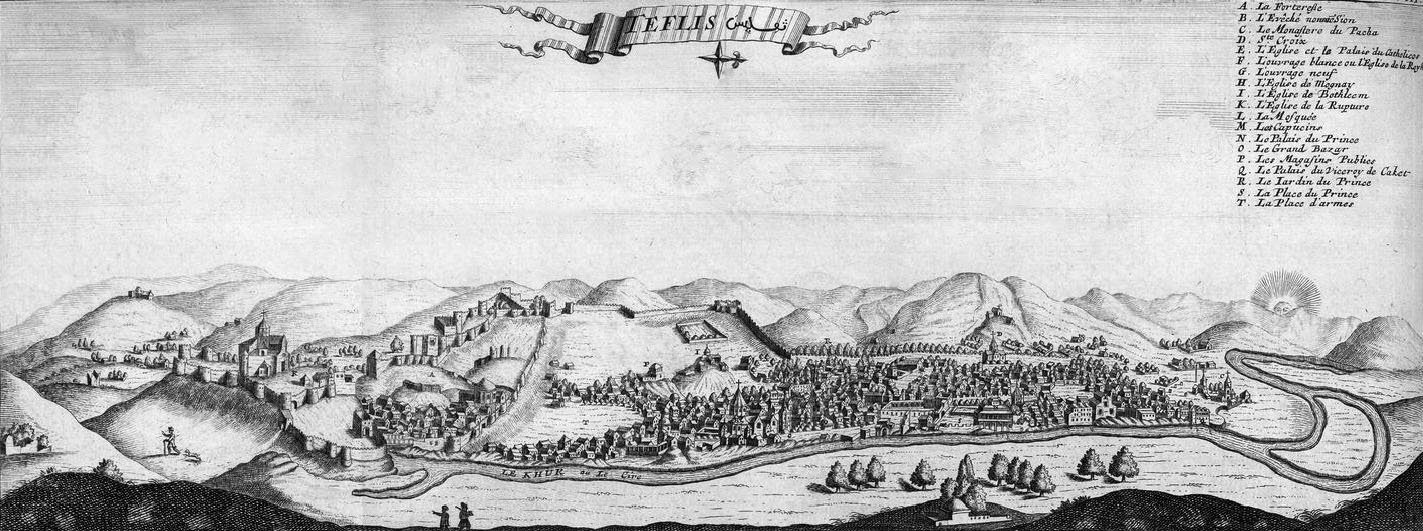
Widok Tbilisi Jeana Chardina, 1671 r.

Miasto współcześnie

Okres 1630–1723 to kolejna faza pokojowego rozwoju miasta. W jej końcowym okresie (1709) powstaje w Tbilisi, założona przez króla Wachtanga IV (1675–1737), pierwsza gruzińska drukarnia. Po raz pierwszy ukazuje się drukiem poemat Szoty Rustawelego Witeź w tygrysiej skórze. Z okresu tego znane są opisy miasta dokonane przez dwóch Francuzów: w 1672 przez podróżnika Jeana Chardina (1643–1713) oraz w 1701 przez botanika Josepha Pittona de Tournefort. Według opisu Chardina Tbilisi było w drugiej połowie XVII wieku jednym z najpiękniejszych i najgęściej zaludnionych miast Wschodu. Obfitowało ono we wszelkiego rodzaju budynki sakralne i świeckie, miejsca targowe i karawanseraje. Ten okres pokojowego rozwoju miasta kończy się jednak na początku lat dwudziestych XVIII wieku. Okres od 1723 do 1748 to trudny dla Tbilisi czas ciągłych najazdów Turków, Persów i Lezginów. W czerwcu 1723 Tbilisi najechane zostało i zajęte przez wojska tureckie. Opanowane następnie przez Persów (1735), oswobodzone zostało spod ich władzy w 1748 w wyniku powstania Gruzinów pod przewodnictwem Herakliusza II. W latach 60. XVIII w. Tbilisi staje się stolicą zjednoczonego państwa Kartlii-Kachetii. Za panowania króla Herakliusza II (1762–1798) następuje ponowny gospodarczy i kulturalny rozwój miasta. Nie osiągnęło ono jednak już nigdy swojej dawnej świetności. Miasto XVIII-wieczne było mniej ludne i mniejsze terytorialnie niż na przełomie XII-XIII w. Obrazuje to dobitnie plan miasta wykonany w XVIII wieku przez księcia Wachuszti Bagrationi, na którym wiele obiektów, znajdujących się za czasów królowej Tamary w obrębie miasta, ukazanych jest poza jego granicami. W drugiej połowie XVIII w. obszar miasta wynosił zaledwie 250 ha, a liczba mieszkańców 25 tys. Na planie miasta wykonanym przez Bagrationi zwraca jednak uwagę rozwój przedmieść po obu stronach rzeki, szczególnie przedmieścia Garetubani, zajmującego przestrzeń między dzisiejszym Placem Wolności, aleją Szoty Rustawelego oraz rzeką Kurą i rozciągającego się do cerkwi Kaszweti. We wrześniu 1795 Tbilisi zostaje w straszliwy sposób zniszczone przez wojska irańskie Aghi Mahommada Chan Kadżara. Rozgrabione i zniszczone zostają pałac królewski, zbrojownie, mennica, zrównane z ziemią umocnienia miejskie i łaźnie. Dokonując planowych zniszczeń wojsko irańskie w ciągu tygodnia obróciło miasto w proch i pył. Znany orientalista niemiecki, członek Rosyjskiej Akademii Nauk, Julius Klaproth jeszcze w latach 1807–1808 opisywał opłakany stan umocnień miejskich Tbilisi zniszczonych podczas najazdu Aghi Mahommada Chan Kadżara. Podróżnik zwrócił jednak również uwagę na ożywiony rozwój rzemiosła i handlu w mieście.

### Panowanie rosyjskie (XIX wiek)

Herb Tyflisu w okresie panowania rosyjskiego

Stojąc w XVIII w. w obliczu zagrożenia irańskiego Gruzja szukała sprzymierzeńca w Rosji. Od 1783 Wschodnia Gruzja znajdowała się pod rosyjskim protektoratem. Obowiązywał też układ o wspólnej obronie przeciwko Iranowi. Pomimo tego Rosja nie wypełniała swoich zobowiązań sojuszniczych (m.in. w 1795), doprowadzając do osłabienia Gruzji i stopniowego ugruntowania w niej własnego panowania. W 1801 Gruzja straciła niepodległość, a Tbilisi zostało stolicą guberni tyfliskiej. 12 kwietnia 1802 generał rosyjski Knorring, pod groźbą użycia broni, zmusza gruzińską arystokrację i duchowieństwo zebrane w tbiliskiej katedrze Sioni do złożenia przysięgi na wierność carowi. Tbilisi staje się centrum administracyjnym władzy rosyjskiej na Kaukazie. W 1804 rozpoczęła działalność czteroklasowa szkoła rosyjska, kształcąca gruzińskie dzieci z wyższych warstw społecznych i dzieci urzędników rosyjskich – zaczątek przyszłego uniwersytetu. Od początku XIX wieku miasto zaczęło rozrastać się terytorialnie w górę rzeki Kury. Na miejscu dawnej „Drogi Rosyjskiej” (gruz.: სარუსეთო გზა), rozpoczęto zabudowę reprezentacyjnego prospektu Gołowina, dzisiejszej alei Szoty Rustawelego, głównej arterii komunikacyjnej miasta. Pierwszym budynkiem wzniesionym na tej ulicy był wybudowany przez Rosjan w 1802 pałac namiestnika Kaukazu. W 1807 został on zastąpiony zupełnie nowym, okazalszym gmachem, który dotrwał do naszych czasów w wyglądzie nadanym mu w wyniku przebudowy w latach 1865–1868. W 1837 rozpoczyna się w Gruzji rosyjskie osadnictwo wojskowe. Kolonie zasiedlone przez Rosjan pojawiają się także w okolicach Tbilisi. Po objęciu urzędu wicekróla przez Michaiła Siemionowicza Woroncowa w 1845 rozpoczął się okres burzliwego rozwoju miasta. Tempo rozwoju Tbilisi w tym czasie najlepiej obrazuje fakt, że w ciągu jednego tylko pięciolecia w mieście przybyło ponad 400 domów i 32 ulice. Gwałtowny rozwój urbanistyczny miasta doprowadza jednak do prawie całkowitego zerwania z gruzińskimi tradycjami architektonicznymi. Ówczesny Tyflis podążał pod tym względem śladem innych miast Imperium Rosyjskiego, w których architekturze panował klasycyzm. Jedynie w budownictwie mieszkalnym XIX wieku zaobserwować można syntezę tego stylu z gruzińskimi tradycjami architektonicznymi, czego przykładem jest duża część zabudowy starego miasta. Tyflis w pierwszych dziesięcioleciach panowania rosyjskiego to miasto, w którym stare ciągle ściera się z nowym. Ilustracją tego stanu rzeczy jest zamieszczony pod koniec lat czterdziestych XIX wieku w czasopiśmie „Кавказский вестник” następujący opis miasta:

Wjazd do Tyflisu od strony rogatki Moskiewskiej i Erywańskiej to wjazd do dwu różnych miast, zupełnie do siebie niepodobnych. Tu jedzie się szeroką prostą ulicą (Prospektem Gołowińskim) – tam, pokonując jedno wzniesienie za drugim, trzeba się przedzierać przez ciemne, kręte, bezładne i ciasne ulice starego miasta... Tu spotyka się urzędników przechadzających się z laseczką w modnym płaszczu, jadą powozy i wiatr rozwiewa pióra na paryskich kapelusikach dam. Tam trzeba się przedzierać przez cały tłum Gruzinów w niebieskich czochach z długimi spuszczanymi rękawami, można się natknąć na Tatarów z wygolonym karkiem, Osetyjczyków w kudłatych czapkach z kindżałami za pasem, imeretyjczyków z blinem na głowie zamiast czapki, kobiety malowniczo pozawijane w białe czadory. Tutaj miasto jest miastem w pełnym znaczeniu gubernialnym, domy są z kamienia, w większości jednopiętrowe, ustawione w porządnej od siebie odległości. Tam – jedna sakla bezceremonialnie wciska się na drugą, budynki w kształcie klatek wyglądają ze wszystkich stron zza zwartych parterowych pomieszczeń bez okien zajętych przez sklepiki, knajpy, kawiarnie tatarskie itd. Tu jest przestrzeń, tam ciasnota... Tyflis... to swego rodzaju Janus, który jednym obliczem spogląda w kierunku Azji, a drugim w kierunku Europy...

Pomimo dalszego rozwoju urbanistycznego Tbilisi w XIX i XX w. wyraźny był jeszcze przynajmniej do lat sześćdziesiątych XX w. – ledwie już dzisiaj zauważalny – podział na tradycyjną wschodnią i nowoczesną europejską część miasta. Wojna krymska, która dotarła do Gruzji w 1853, przyniosła ze sobą chwilowe zagrożenie zajęcia Tbilisi przez Turków. W listopadzie 1853 pojedyncze oddziały tureckie penetrowały dalsze okolice Tbilisi, jednak do zajęcia miasta nie doszło.

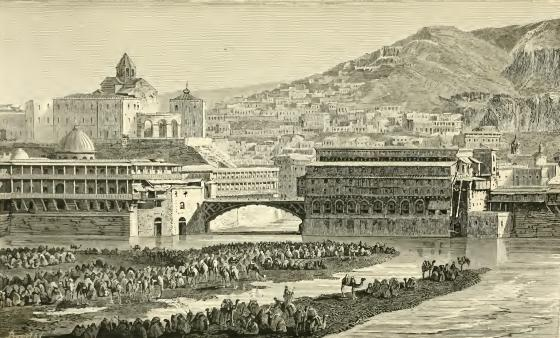
J.B. Telfer, Tbilisi, druga połowa XIX w.

Miasto rozbudowuje się pod kierownictwem głównego architekta, Włocha Giovanni Scudieri. Pod koniec lat sześćdziesiątych XIX wieku architekturę Tbilisi opanowuje fala eklektyzmu. Powstają budynki neorenesansowe i neogotyckie. Na przełomie wieków w budownictwo Tbilisi wkracza modernizm. Wtedy też obserwowane są próby powrotu do gruzińskiej architektury historycznej, które jednak doprowadziły do powstania tylko pojedynczych obiektów. Od 1883 r. funkcjonował w Tbilisi tramwaj konny. Tramwaje elektryczne wprowadzone zostały w 1904 r. Pierwsze połączenie kolejowe uzyskało Tbilisi z Poti w 1872. W 1883 zakończyła się natomiast budowa połączeń kolejowych z Samtredią i Batumi oraz między Tbilisi i Baku, dzięki czemu linia kolejowa połączyła wybrzeże Morza Czarnego i Kaspijskiego. Druga połowa XIX wieku to okres burzliwego rozwoju gospodarczego całej Gruzji. W latach sześćdziesiątych XIX wieku w Tbilisi doliczono się 30 000 różnych instytucji handlowych i sklepów, w tym 17 karawanserajów. Roczna wysokość wewnętrznego obrotu handlowego osiągnęła w mieście wysokość 8 251 000 rubli.

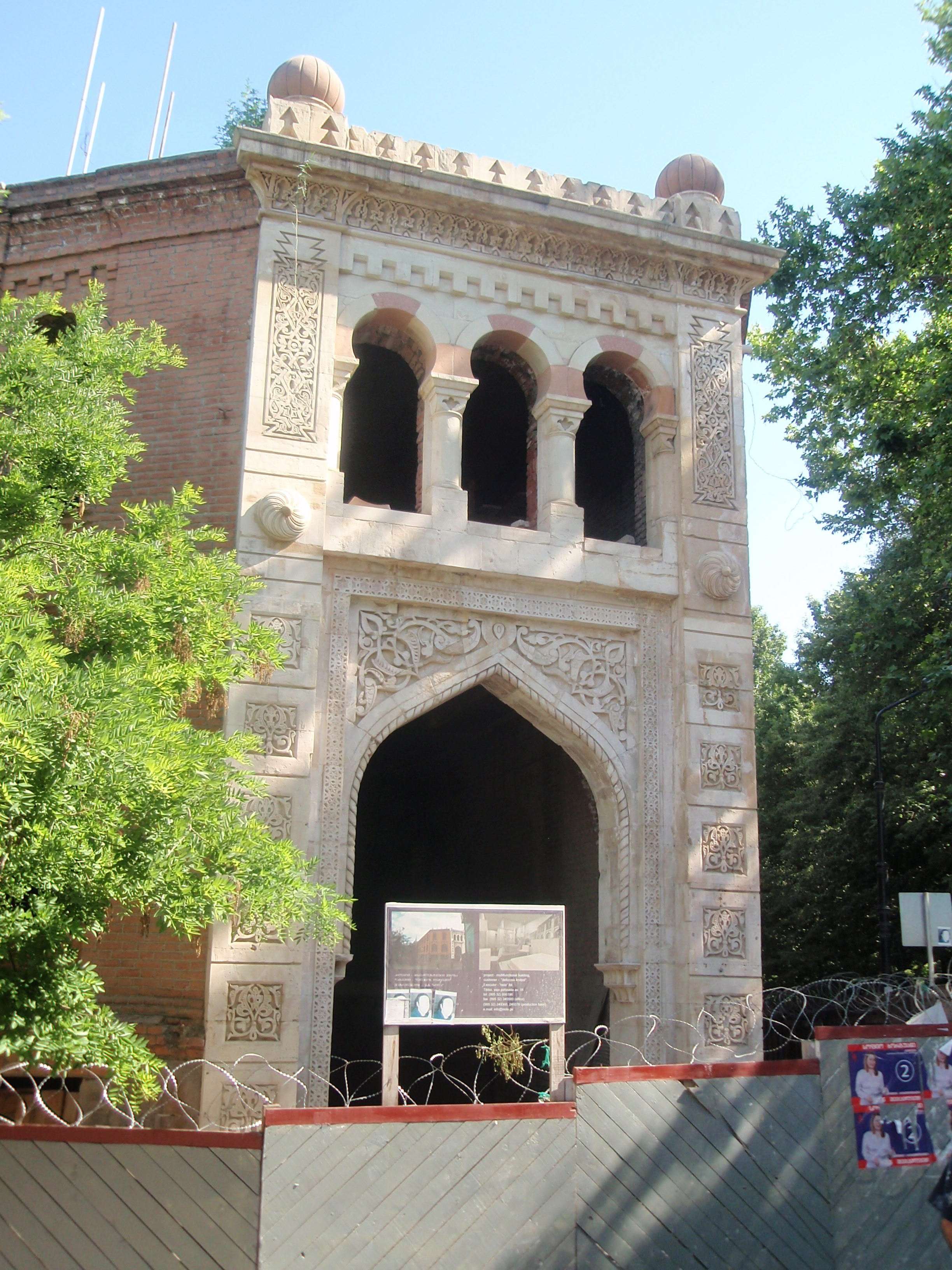
Budynek dawnego karawanseraju w Tbilisi

Odnotowania warte są szczególnie dwie inwestycje tego okresu. W 1870 bogaty kupiec G. Mirzojew otworzył w Tbilisi wielką fabrykę tkanin bawełnianych, wyposażoną w najnowsze osiągnięcia techniczne tego czasu. Natomiast w 1875 przemysłowiec G. Adelchanow wybudował dużą fabrykę obróbki skór, która pracowała na napędzie parowym. Wraz z rozwojem przemysłu rosła ludność miasta, rozwijało się budownictwo mieszkalne, powstawały nowe mosty na Kurze. W Tbilisi następuje silny przyrost ludności. O ile w 1830 miasto liczyło 25 000 mieszkańców, to 1850 już 34 800, w 1865 70 000, a w 1897 prawie 160 000.

### XX w.

Główna siedziba Banku Gruzji, 2016

Po przewrocie bolszewickim w Rosji stolica niepodległej Demokratycznej Republiki Gruzji (1918–1921). W tym też okresie w Tbilisi funkcjonowała polska placówka o charakterze konsularnym. W 1920 powstała Komunistyczna Partia Gruzji i rozpoczęła przygotowania do powstania. 11 lutego 1921 bolszewicy gruzińscy rozpoczęli kolejne powstanie, którego ośrodkiem miał być okręg lorijski, położony w strefie granicznej między Gruzją i Armenią. Pięć dni trwało kompletowanie składu Komitetu Rewolucyjnego, co sprawiło organizatorom buntu znaczne trudności z powodu niewielkiego poparcia ludności dla bolszewików i małej liczby gruzińskich działaczy tej partii. Do komitetu dokooptowano osoby, które nie przebywały nawet w Gruzji (jego przewodniczący Filipe Macharadze przebywał w Moskwie). Jeszcze przed formalnym ukonstytuowaniem się komitetu, 14 lutego, Lenin nakazał 11 Armii „poparcie powstania w Gruzji i zajęcie Tyflisu”. Dopiero w tym momencie kierownictwo bolszewickie ostatecznie usankcjonowało działania bolszewików kaukaskich. O decyzji Lenina nie wiedział ani głównodowodzący Armią Czerwoną Siergiej Kamieniew, ani nieobecny w Moskwie Lew Trocki. 15 lutego Armia Czerwona dokonała inwazji na Gruzję. 25 lutego 1921 do Tbilisi weszły wojska 11 Armii pod dowództwem Anatolija Hoeckera. W tym samym dniu ogłoszono powstanie Gruzińskiej Socjalistycznej Republiki Radzieckiej, a rząd Demokratycznej Republiki Gruzji udał się na emigrację. Po 1921 Tbilisi nadal pełniło funkcję stolicy – jednak tym razem republik radzieckich wchodzących w skład ZSRR: Zakaukaskiej (1921–1936), a następnie Gruzińskiej (1936–1991). Tbilisi było czwartym z kolei (po Moskwie, Leningradzie i Kijowie) miastem Związku Radzieckiego, w którym wybudowano metro (1966). Od 1991 roku Tbilisi jest stolicą niezależnej Gruzji.

### XXI w.
W nocy z 13 czerwca na 14 czerwca 2015 w wyniku intensywnych opadów deszczu miasto nawiedziła powódź, niszcząc budynki, infrastrukturę oraz stołeczny ogród zoologiczny z którego uciekło wiele niebezpiecznych zwierząt w tym hipopotam, niedźwiedzie, wilki oraz krokodyle.

## Demografia
Historyczny skład narodowościowy i etniczny na podstawie danych rosyjskich, radzieckich i gruzińskich:
- 1897[11]

1. Ormianie: 47 133 (29,53%)
2. Rosjanie: 44 823 (28,09%)
3. Gruzini: 41 151 (25,79%)
4. Tatarzy: 5 557 (3,48%)
5. Polacy: 4 133 (2,59%)
6. Żydzi: 2 935 (1,84%)
7. Niemcy: 2 902 (1,82%)
8. Ukraińcy: 2 681 (1,68%)
9. Persowie: 1 485 (0,93%)
10. Grecy: 1 238 (0,78%)

- 1926[12]

1. Gruzini: 112 206 (38,5%)
2. Ormianie: 100 148 (34,36%)
3. Rosjanie: 45 937 (15,76%)
4. Azerowie: 5 836 (2%)
5. Żydzi: 5 706 (1,96%)
6. gruzińscy Żydzi: 3 160 (1,08%)
7. Niemcy: 3 156 (1,08%)
8. Osetyjczycy: 2 890 (0,99%)
9. Jezydzi: 2 044 (0,7%)
10. Asyryjczycy: 1 861 (0,64%)
11. Ukraińcy: 1 845 (0,63%)
12. Polacy: 1 775 (0,61%)

- 1939[13]

1. Gruzini: 228 394 (43,99%)
2. Ormianie: 137 331 (26,45%)
3. Rosjanie: 93 337 (17,98%)
4. Żydzi: 13 915 (2,68%)
5. Osetyjczycy: 9 328 (1,8%)
6. Ukraińcy: 7 415 (1,43%)
7. Azerowie: 5 874 (1,13%)
8. Niemcy: 5 528 (1,06%)
9. Kurdowie: 4 511 (0,87%)
10. Grecy: 3 207 (0,62%)
11. Asyryjczycy: 2 986 (0,58%)
12. Tatarzy: 1 488 (0,29%)
13. Polacy: 1 483 (0,29%)
14. Turcy: 516 (0,1%)

- 2002[14]

1. Gruzini: 910 712 (84,19%)
2. Ormianie: 82 586 (7,63%)
3. Rosjanie: 32 580 (3,01%)
4. Jezydzi: 17 116 (1,58%)
5. Azerowie: 10 942 (1,10%)
6. Osetyjczycy: 10 268 (0,95%)

## Warunki naturalne i klimat
Tbilisi jest położone w Dolinie Tbiliskiej, rozciąga się wąskim pasem na długości prawie 30 kilometrów w dolinie rzeki Kury i na zboczach otaczających ją gór Kaukazu Małego. Klimat subtropikalny, z długim, upalnym latem i niezbyt surową zimą. Średnia temperatura w styczniu +3 °C, w lipcu +25 °C. Fauna okolic miasta jest bardzo zróżnicowana, można spotkać lisy, hieny, szakale złociste, wilki. Liczne są gady i ptaki. Dla ochrony walorów przyrodniczych i zachowania różnorodności biologicznej stworzony został Tbiliski Park Narodowy.
| Miesiąc                              | Sty | Lut | Mar | Kwi | Maj | Cze | Lip | Sie | Wrz | Paź | Lis | Gru | Roczna |
| ------------------------------------ | --- | --- | --- | --- | --- | --- | --- | --- | --- | --- | --- | --- | ------ |
| Rekordy maksymalnej temperatury [°C] | 20  | 22  | 29  | 34  | 35  | 39  | 40  | 40  | 38  | 33  | 27  | 24  | 40     |
| Średnie temperatury w dzień [°C]     | +5  | +6  | +10 | +17 | +21 | +26 | +29 | +29 | +25 | +18 | +11 | +7  | +17    |
| Średnie temperatury w nocy [°C]      | -1  | -1  | +2  | +7  | +12 | +16 | +19 | +18 | +15 | +9  | +4  | 0   | +3     |
| Rekordy minimalnej temperatury [°C]  | -24 | -15 | -13 | -5  | 1   | 6   | 9   | 9   | 1   | -6  | -7  | -21 | −24    |
| Opady [mm]                           | 20  | 29  | 31  | 51  | 84  | 84  | 41  | 43  | 35  | 41  | 35  | 23  | 43     |
| Źródło: Weatherbase 2010-08-21       |     |     |     |     |     |     |     |     |     |     |     |     |        |

## Atrakcje turystyczne
W 2007 roku stare miasto Tbilisi zostało wpisane na gruzińską listę informacyjną UNESCO – listę obiektów, które Gruzja zamierza rozpatrzyć do zgłoszenia do wpisu na listę światowego dziedzictwa UNESCO.
Zabytki sakralne
- Katedra Sioni w Tbilisi
- Bazylika Anczischati – najstarsza świątynia na terenie Tbilisi
- Sobór Trójcy Świętej – Cminda Sameba – trzecia najwyższa prawosławna świątynia na świecie, konsekrowana w 2004 r.
- kościół ojca Dawida – Mama Dawiti – usytuowany na zboczu góry Mtacmindy, znajduje się przy nim Panteon gruzińskich pisarzy i osób publicznych
- Cerkiew Matki Bożej Metechskiej – Metechi
- Kościół Kaszweti („rodzącej kamień”)
- ormiański kościół Eczmiadzyn
- Wielka Synagoga w Tbilisi
- Cmentarz Kukijski
- katolicki kościół pw. św. ap. Piotra i Pawła – wybudowany w 1877 ze składek Polaków przez księdza Maksymiliana Orłowskiego
- katolicka Katedra Wniebowzięcia Najświętszej Maryi Panny

Pozostałe atrakcje turystyczne
- Matka Gruzja (Kartwlis Deda) – wielki posąg symbolizujący Matkę Gruzję
- Twierdza Narikala
- Pomnik króla Wachtanga Gorgosalego
- Aleja Szoty Rustawelego – główna arteria miasta, ciągnąca się między Placem Wolności a Placem Rewolucji Róż. Znajdują się tam m.in. Parlament, Gruzińskie Muzeum Narodowe, kościół Kaszweti, Teatr im. Szoty Rustawelego, Opera im. Paliaszwiliego, Galeria Malarstwa i Filharmonia.
- Plac Wolności – znajduje się tam Ratusz miejski i kolumna-pomnik św. Jerzego
- Stary budynek parlamentu
- Tbiliski Instytut Teatralny im. Szoty Rustawelego[17]
- Opera im. Paliaszwiliego
- Filharmonia
- Most Pokoju
- Tbiliski Uniwersytet Narodowy
- Park Europejski
- Park Vake
- Święta Góra Mtacminda
- Jezioro Żółwie

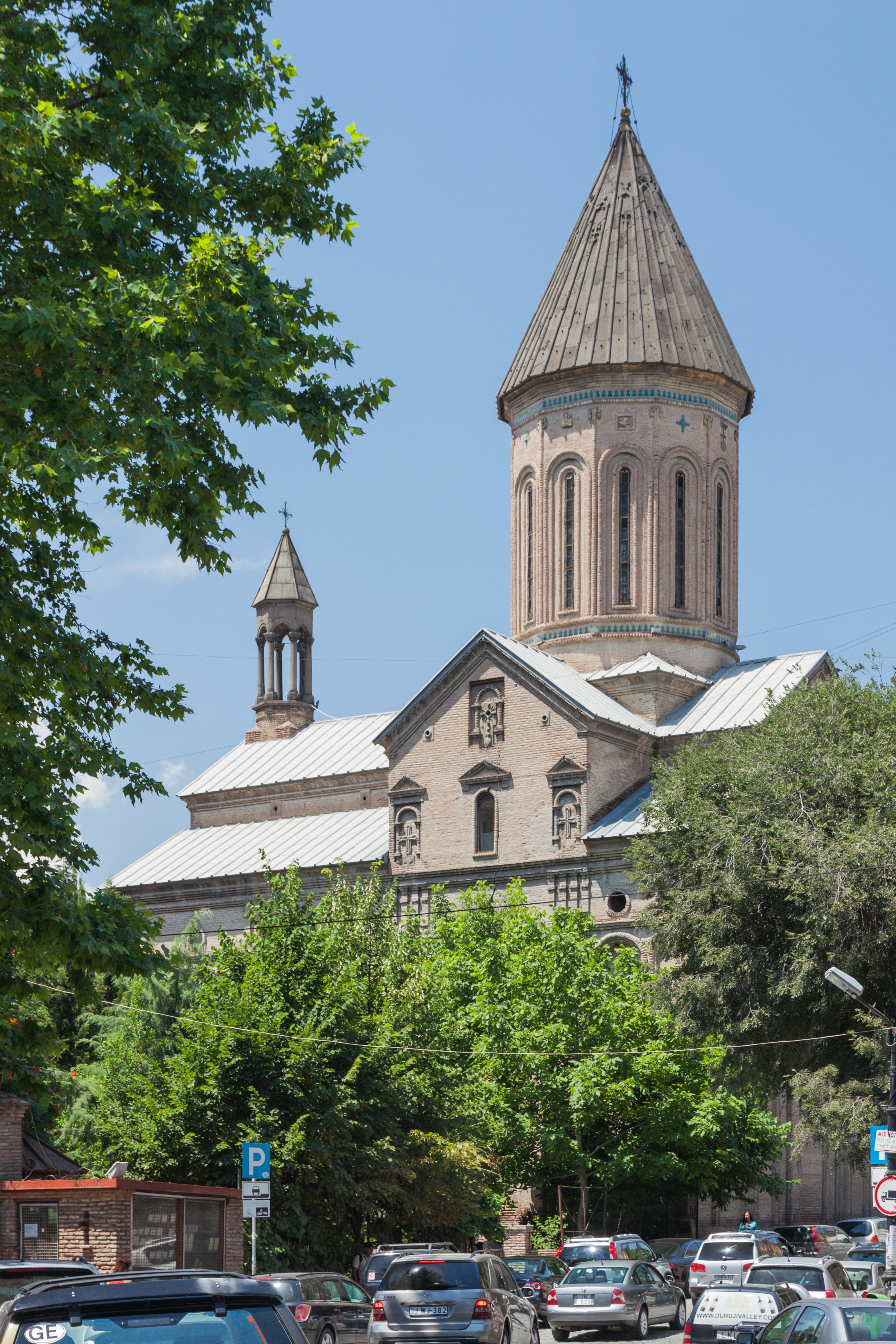
Kościół Matki Boskiej Noraszen
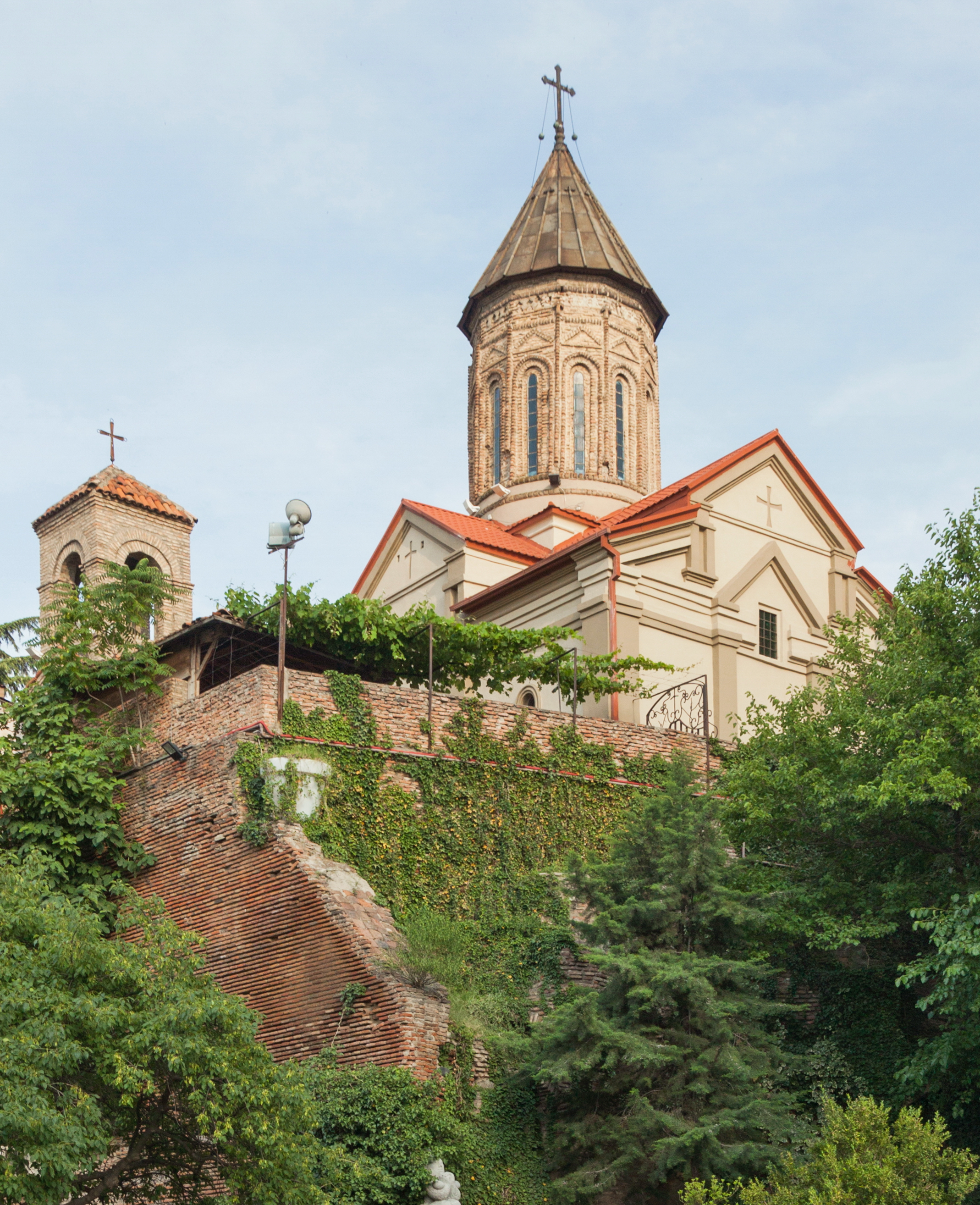
Kościół Kwelacminda
Pałac Prezydencki
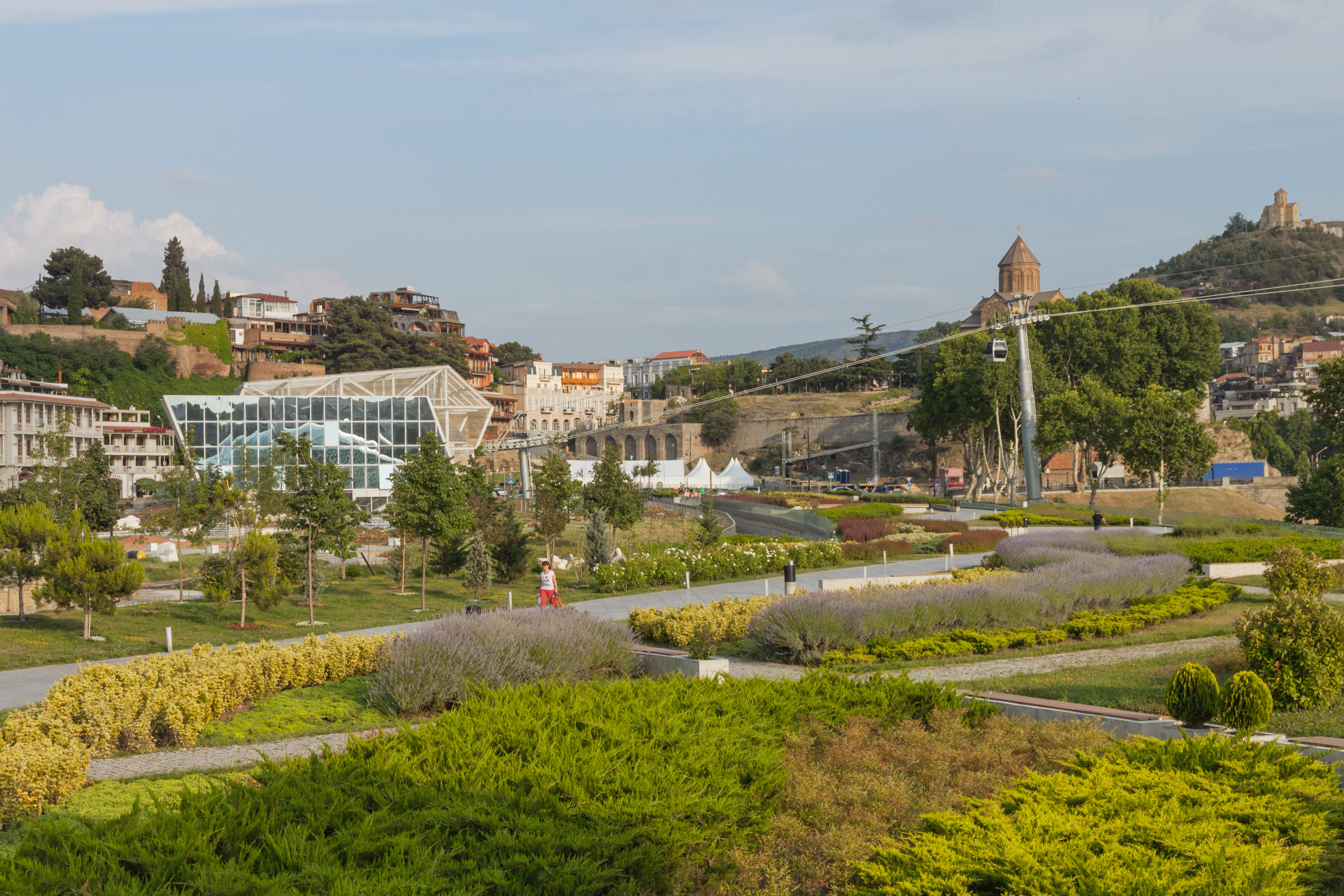
Park Rike i dolna stacja kolejki
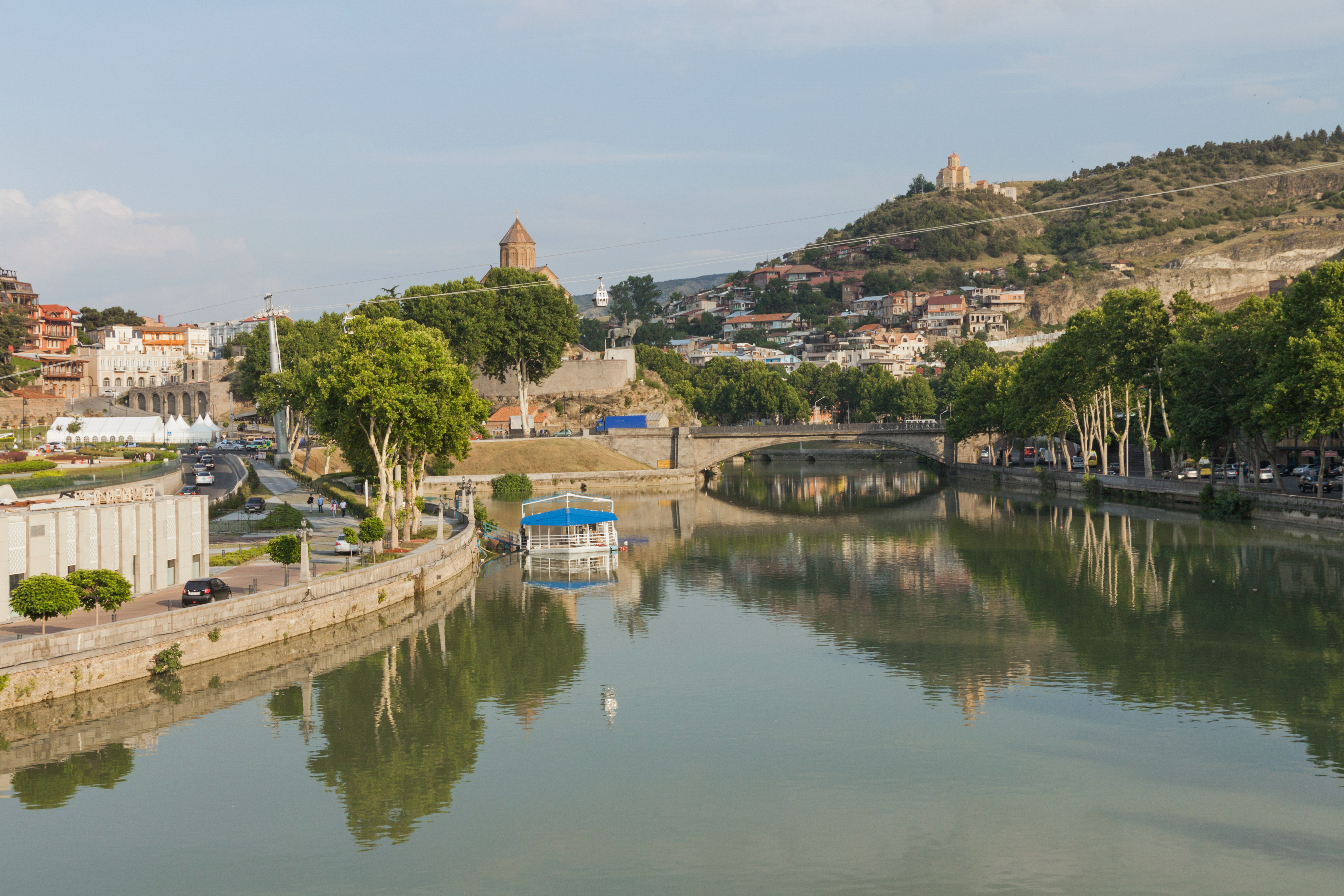
Widok z Mostu Pokoju na rzekę Kura i jej okolice
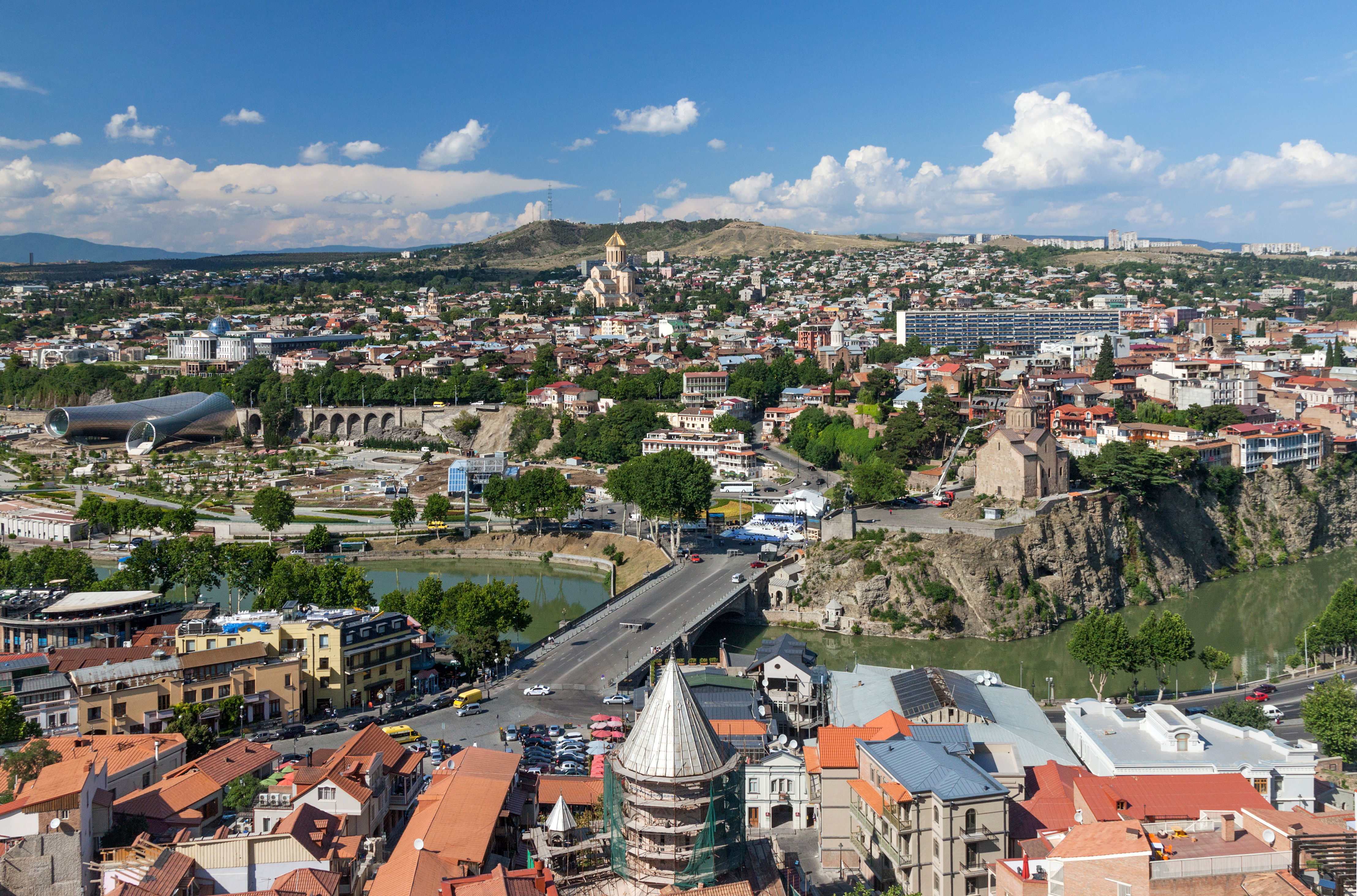
Widoki z Twierdzy Narikala
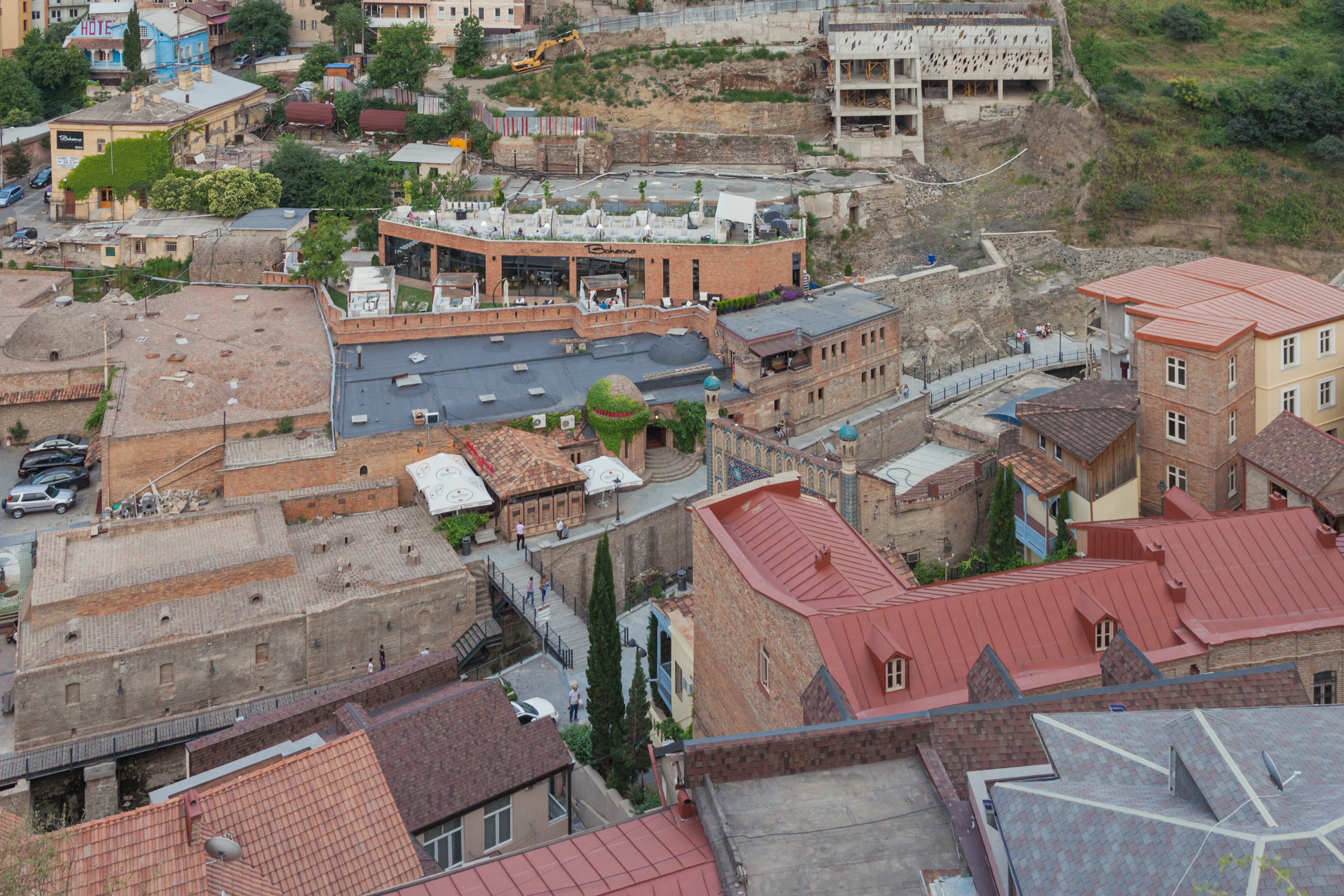
Widok z Twierdzy Narikala na Abanotubani
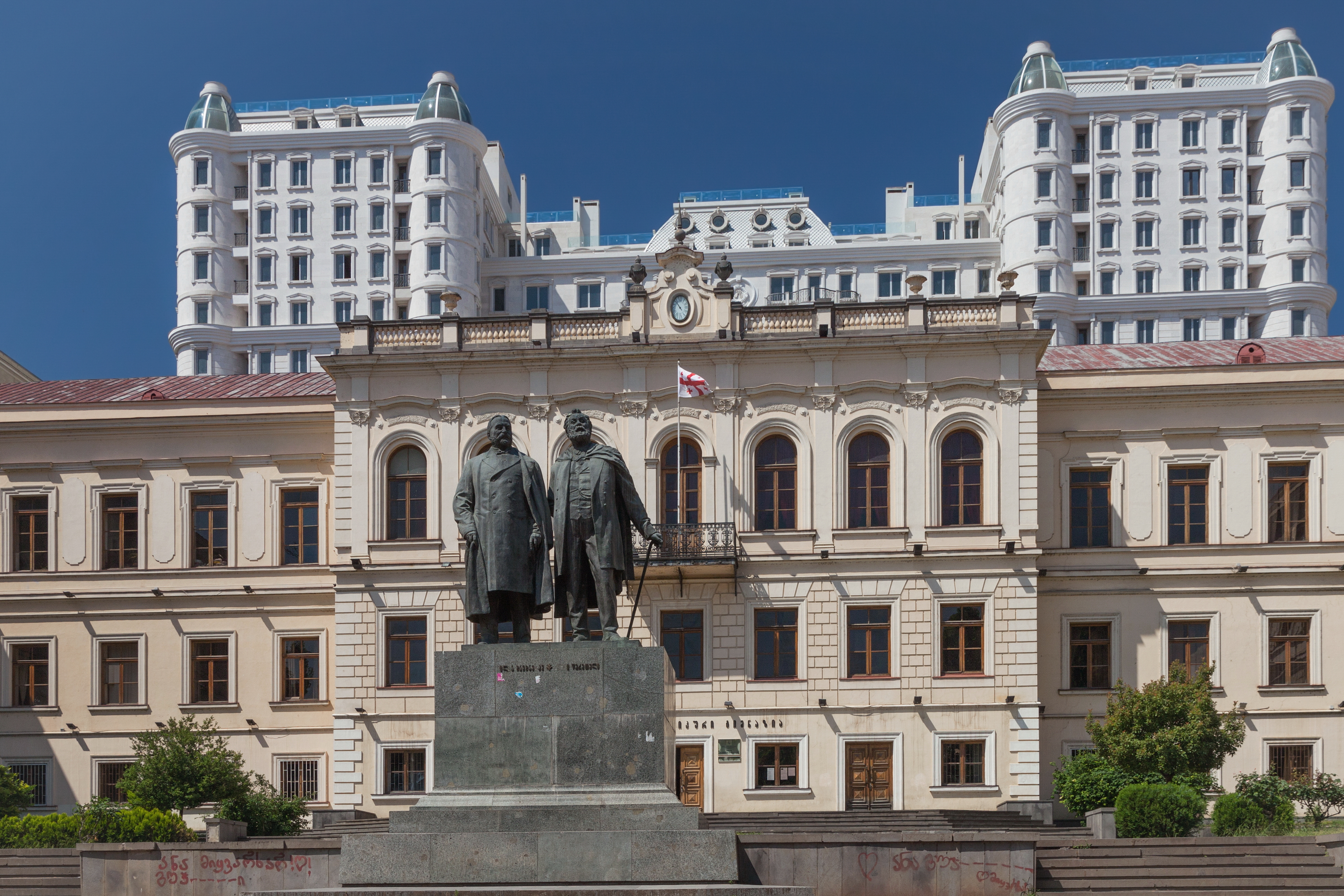
Pierwsza Szkoła Klasyczna
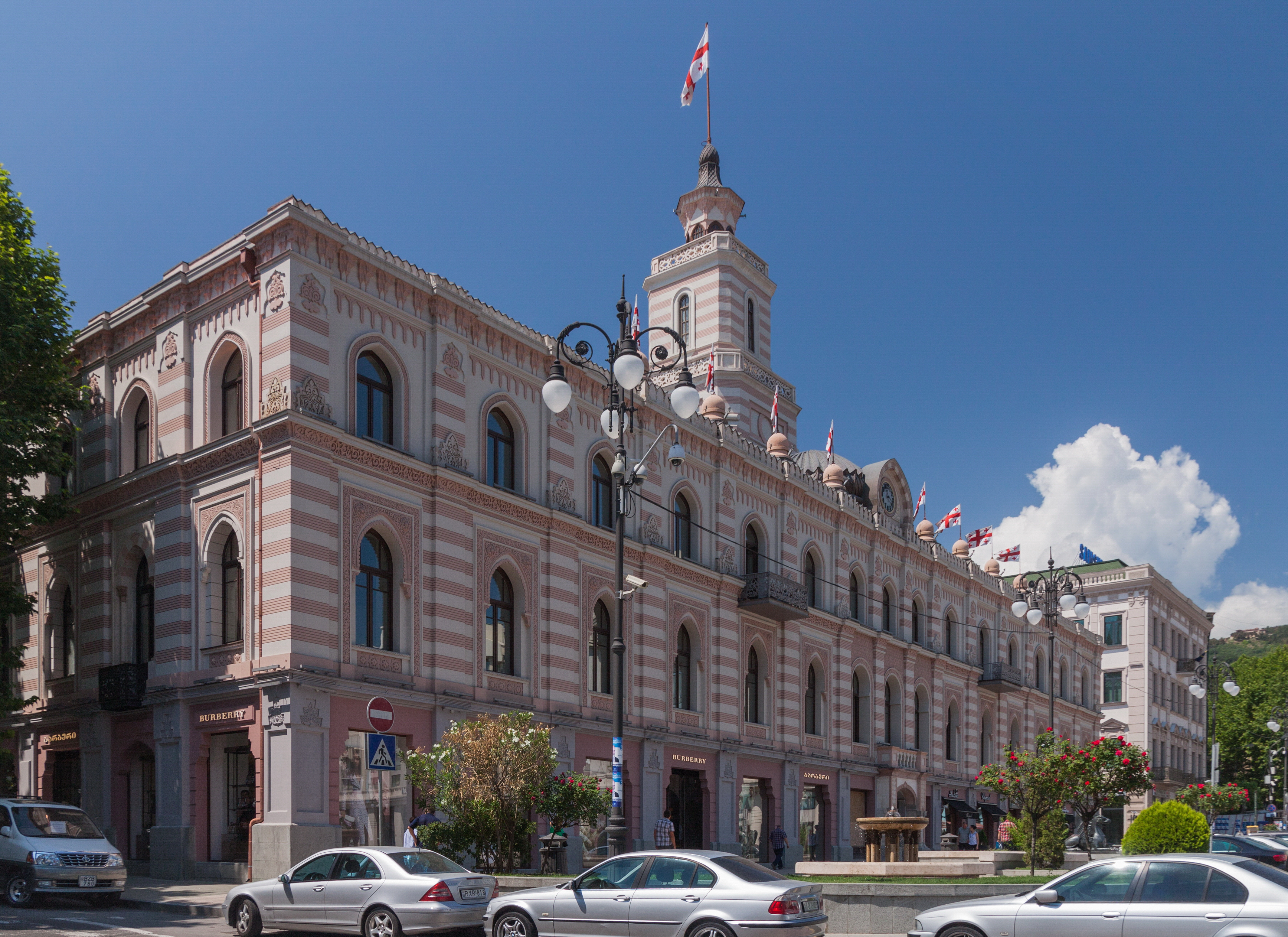
Ratusz
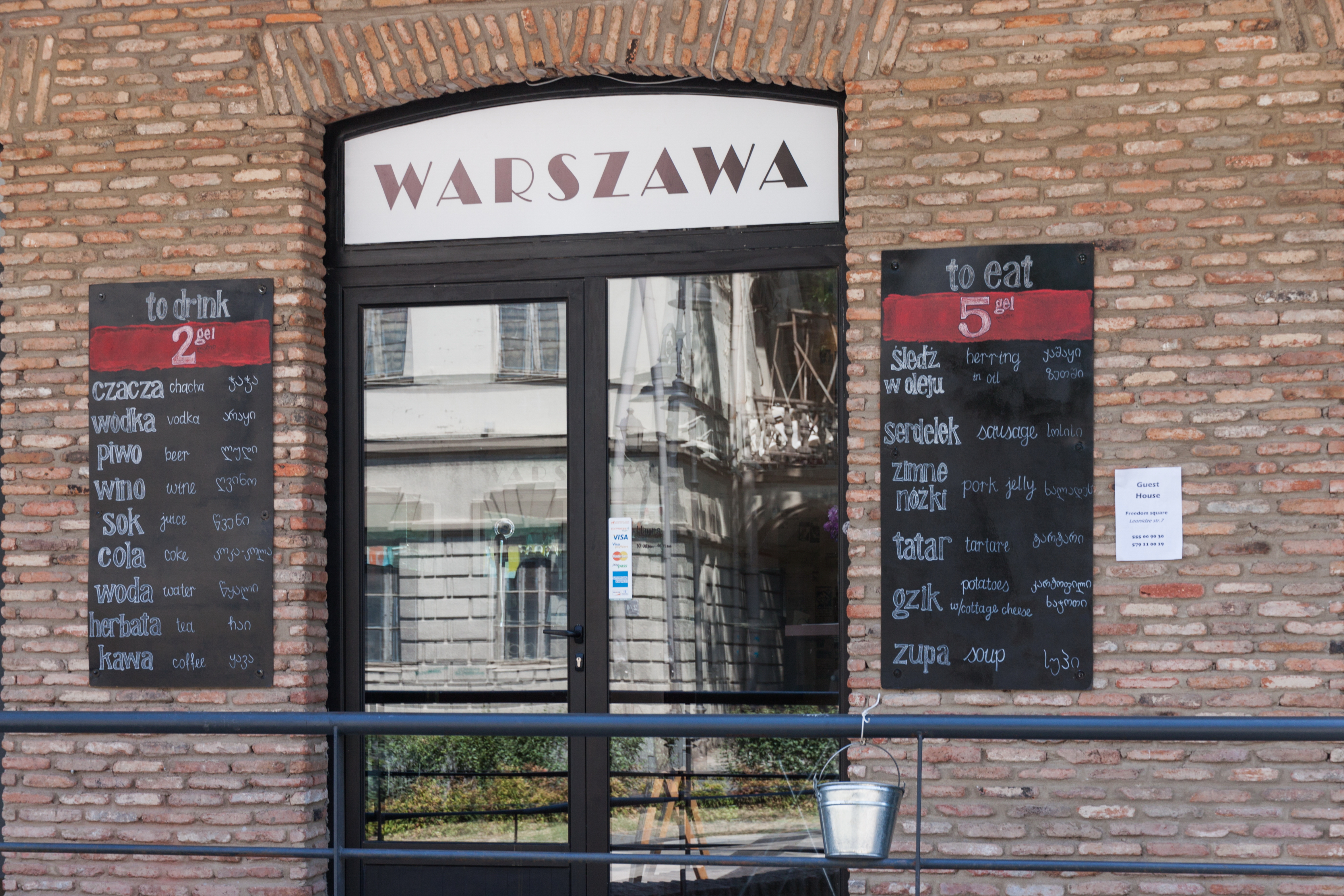
Pub Warszawa
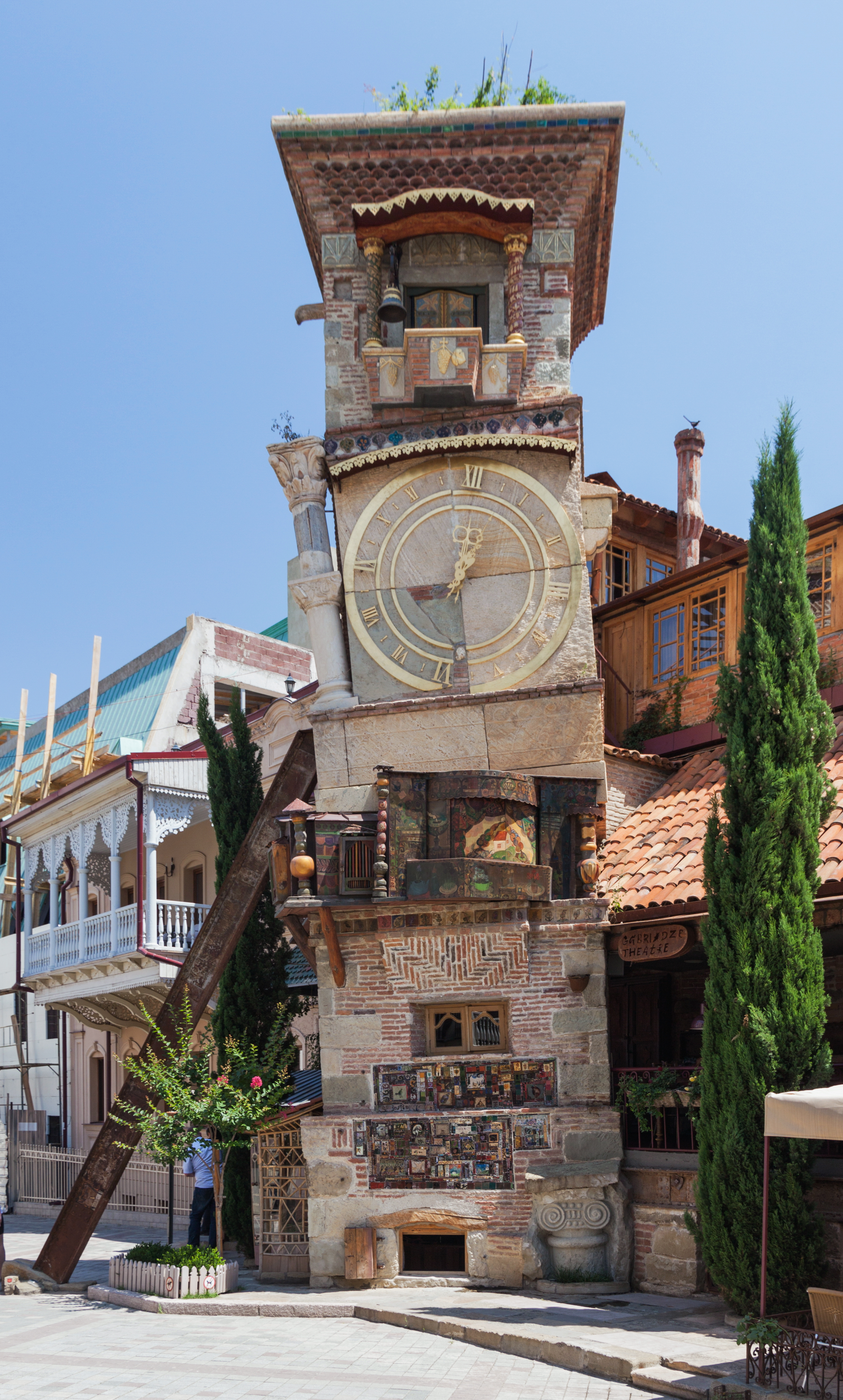
Wieża zegarowa
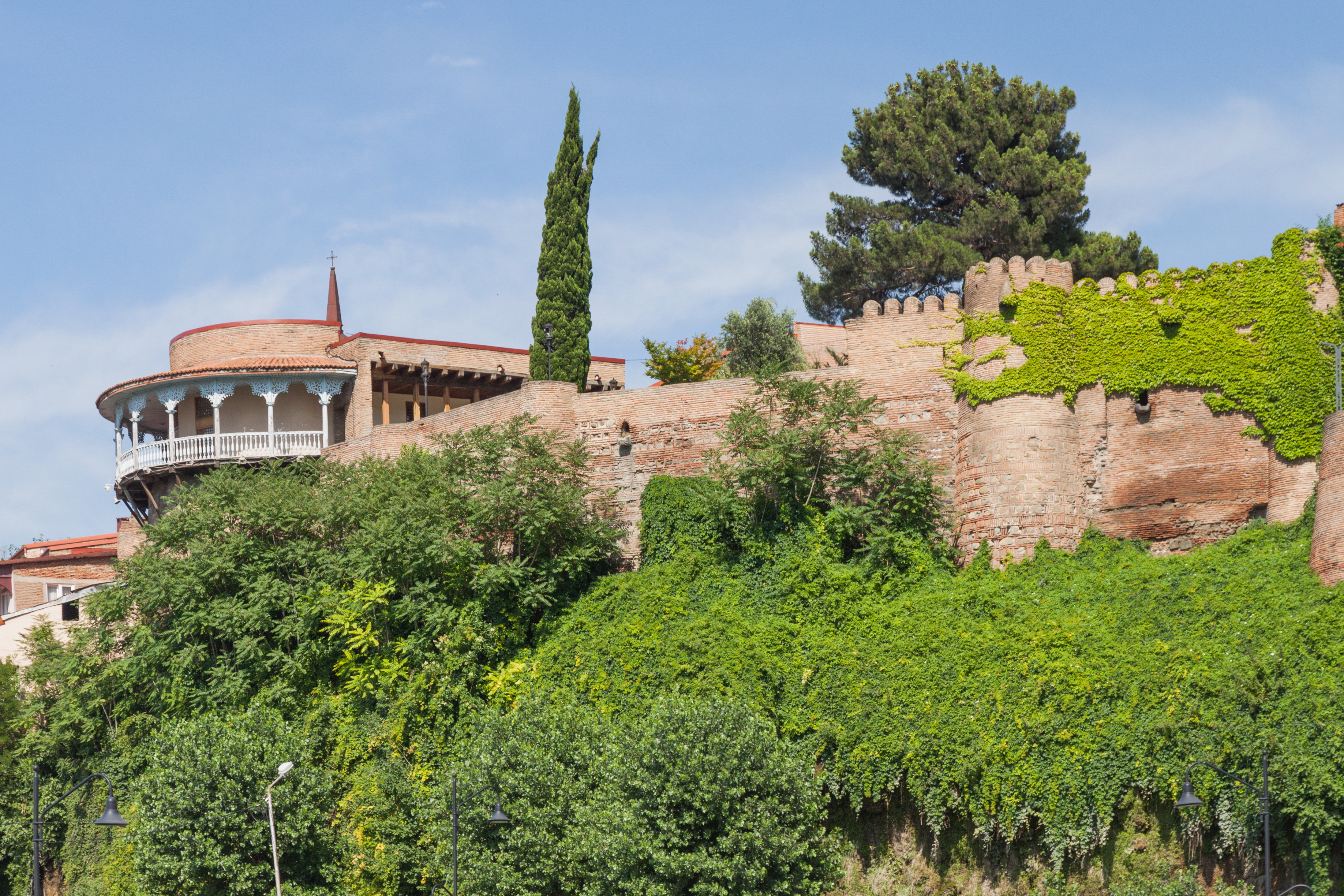
Pałac królowej Daredżan Dadiani
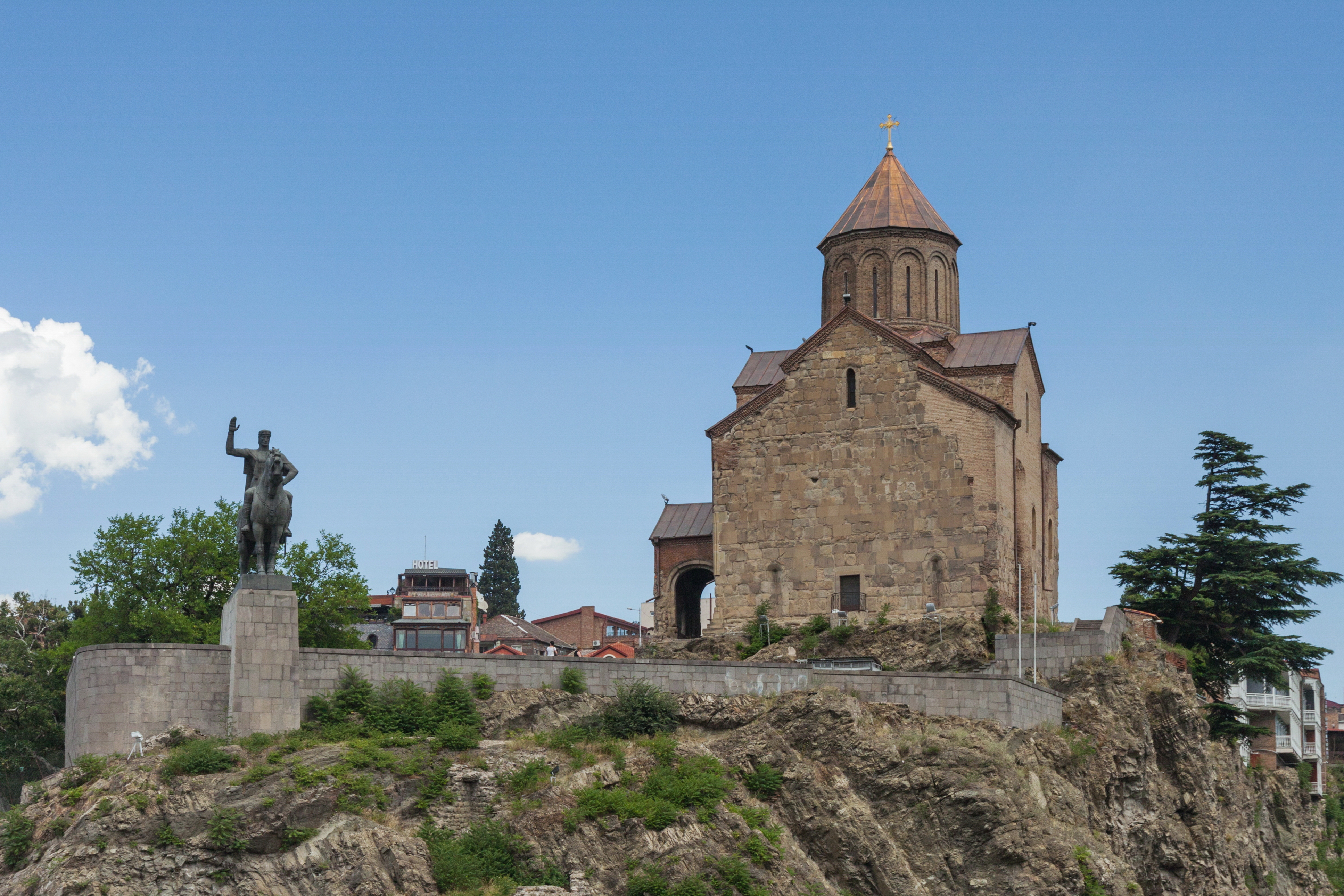
Pomnik króla Wachtanga Gorgasali i cerkiew Metechi
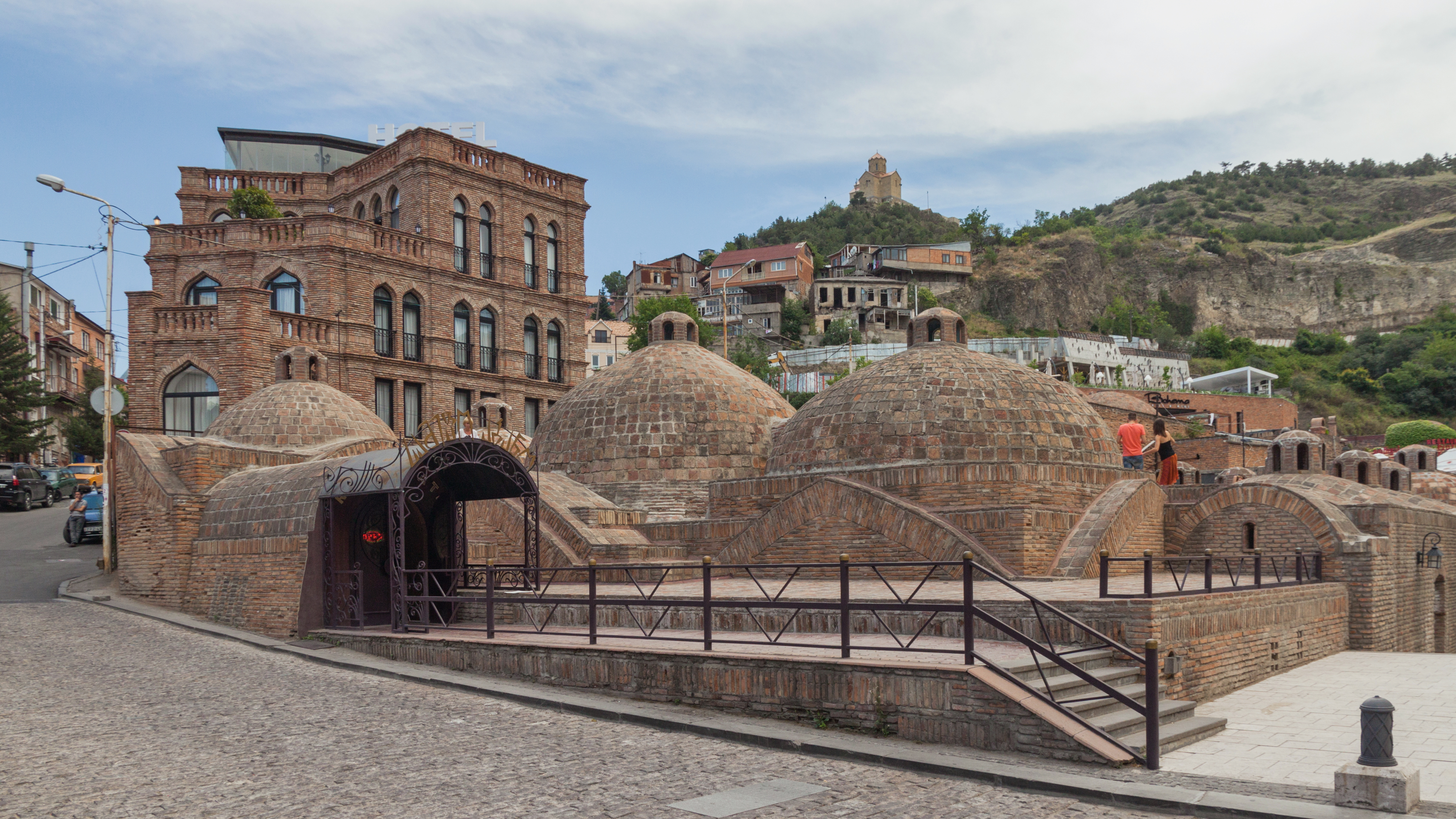
Łaźnie królewskie. Łaźnie siarkowe w Abanotubani
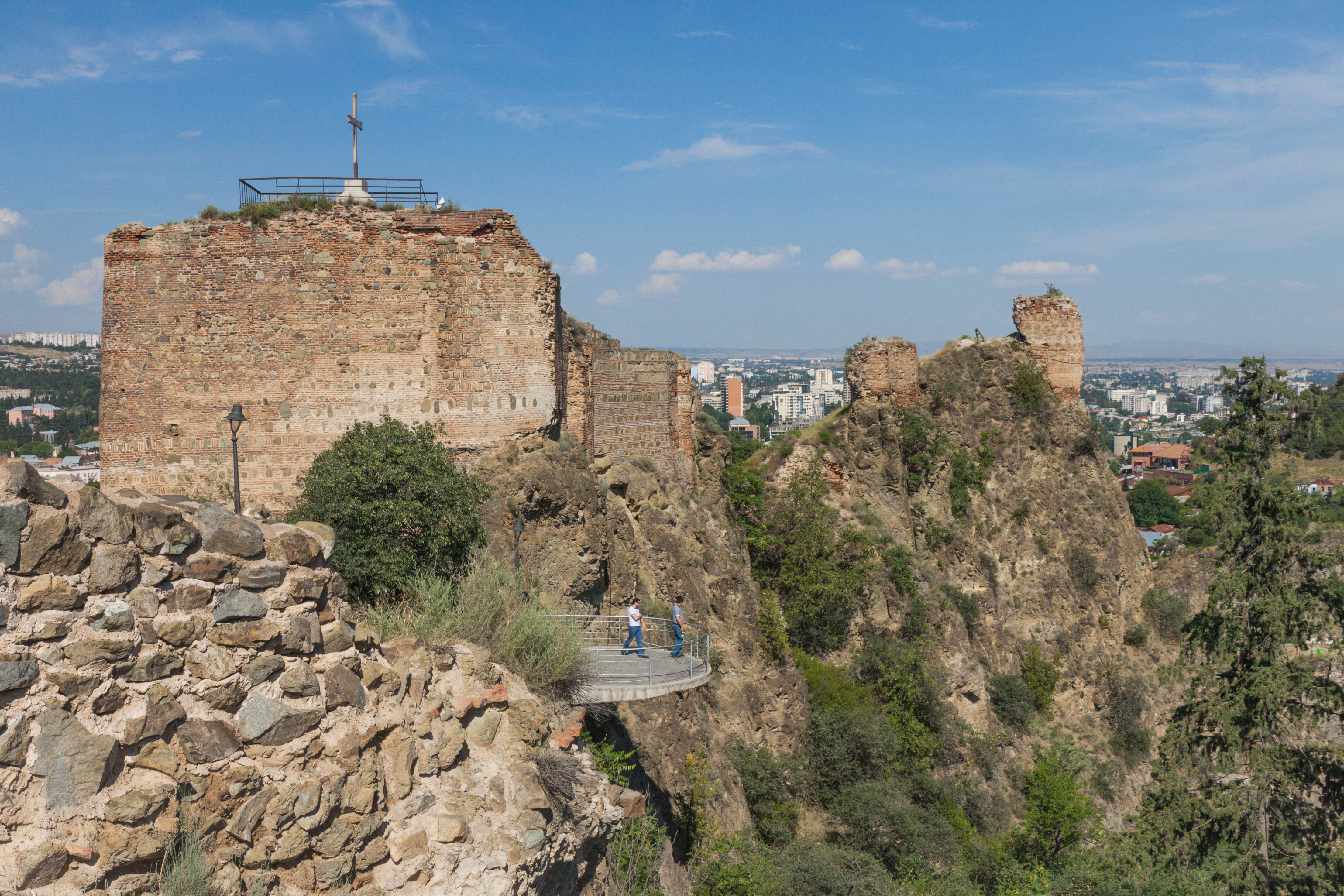
Ruiny twierdzy Narikala

## Podział administracyjny
Zgodnie z najnowszym podziałem administracyjnym Tbilisi dzieli się na następujące dzielnice:
- Dzweli Tbilisi (ძველი თბილისი), czyli „Stare Tbilisi”, stanowi osobną dzielnicę miasta dopiero od 2007 r. Wcześniej jego teren przynależał administracyjnie do dzielnic Mtacminda-Krcanisi, Isani-Samgori i Didube-Czugureti. Dzweli Tbilisi obejmuje tbiliskie stare miasto, głównie z XIX-wieczną zabudową. Wcześniejsza zabudowa dzielnicy zniszczona została prawie całkowicie podczas najazdu Aghi Mahommada Chan Kadżara w 1795 r.

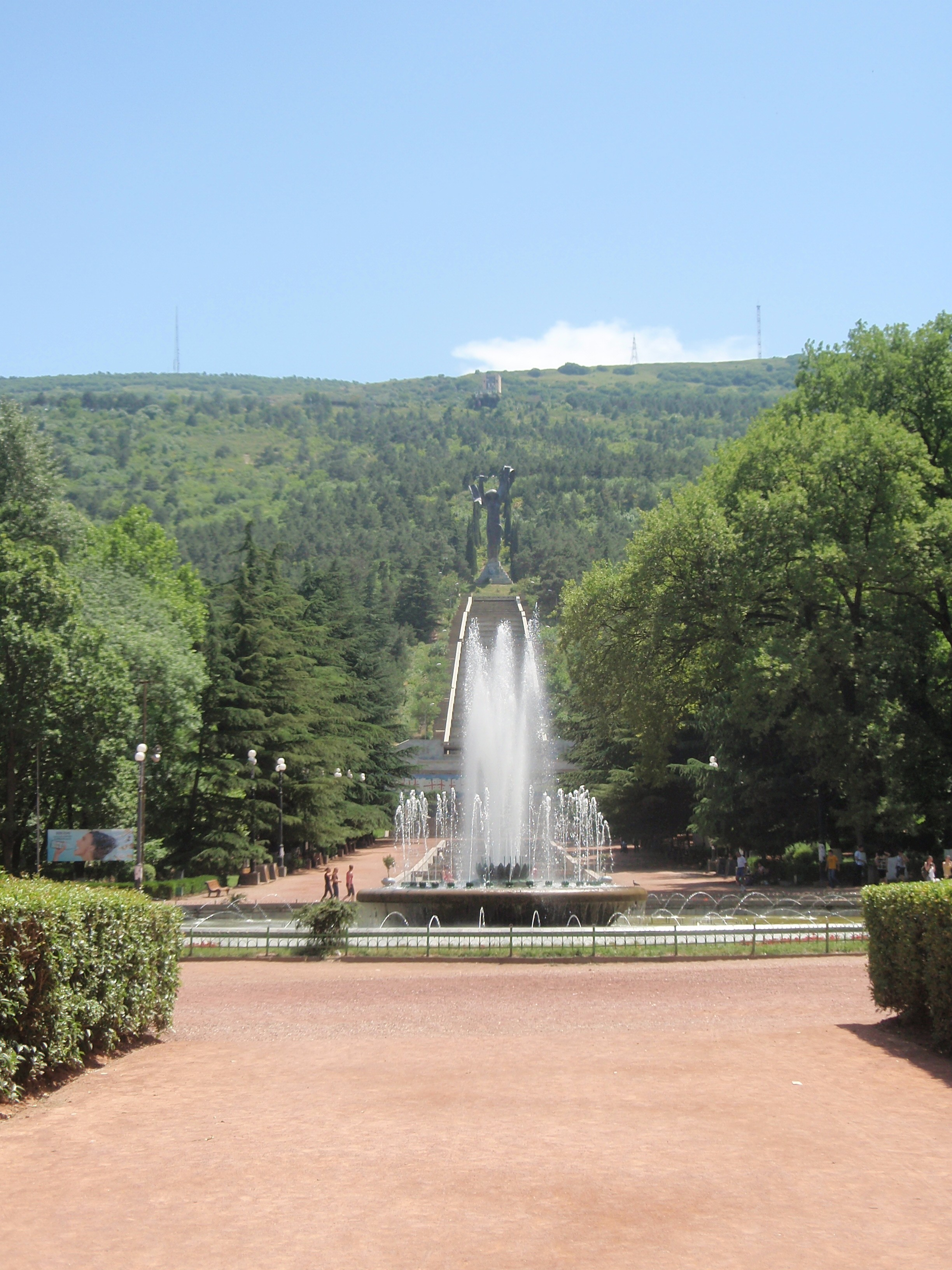
Park Wake

- Wake-Saburtalo (ვაკე-საბურთალო) to dzielnica położona na północny zachód od centrum. Wake jako odrębna miejscowość istniało do XIX w., kiedy wchłonięte zostało przez Tbilisi. W dzielnicy znajduje wybudowany w latach 1946–1957 Park Wake.
- Didube-Czugureti (დიდუბე-ჩუღურეთი)
- Gldani-Nadzaladewi (გლდანი-ნაძალადევი)
- Isani-Samgori (ისანი-სამგორი)
- Didgori (დიდგორი)

## Burmistrzowie Tbilisi
| Lp. | Imię i nazwisko            | Lata urzędowania |
| --- | -------------------------- | ---------------- |
| 1.  | Otar Litaniszwili          | 1992–1993        |
| 2.  | Konstantine Gabaszwili     | 1993             |
| 3.  | Nikołoz Lekiszwili         | 1993–1995        |
| 4.  | Badri Szoszitaszwili       | 1995–1998        |
| 5.  | Iwane Zodelawa             | 1998–2004        |
| 6.  | Zurab Cziaberaszwili       | 2004–2005        |
| 7.  | Giorgi Ugulawa             | 2005–2013        |
| 8.  | Sewdia Ugrechelidze (p.o.) | 2013–2014        |
| 9.  | Dawid Narmania             | 2014–2017        |
| 10. | Kacha Kaladze              | od 2017          |

## Miasta partnerskie
Lista miast partnerskie Tbilisi:
- Saarbrücken, Niemcy
- Nantes, Francja
- Ljubljana, Słowenia
- Innsbruck, Austria
- Erywań, Armenia
- Atlanta, Stany Zjednoczone
- Palermo, Włochy
- Bristol, Wielka Brytania
- Bilbao, Hiszpania
- Kijów, Ukraina
- Astana, Kazachstan
- Warszawa, Polska
- Wilno, Litwa
- Ankara, Turcja
- Baku, Azerbejdżan
- Kraków, Polska
- Lagos, Nigeria
- Lublin, Polska
- Paryż, Francja
- Petersburg, Rosja
- Stambuł, Turcja

## Ludzie związani z miastem
- Abo z Tbilisi (ur. ok. 756 w Bagdadzie, zm. 786 w Tbilisi) – męczennik, święty Kościoła prawosławnego i patron Tbilisi
- Tengiz Abuładze (ur. 1924 w Kutaisi, zm. 1994 w Tbilisi) – gruziński reżyser oraz scenarzysta filmowy i telewizyjny. Zarówno studia, jak i prawie całe życie zawodowe spędził w Tbilisi
- Nadieżda Alliłujewa (ur. 1901 w Tbilisi, zm. 1932 w Moskwie) – druga żona Józefa Stalina
- Elgudża Amaszukeli (ur. 1928 w Tbilisi) – gruziński rzeźbiarz, twórca wielu pomników
- Wiktor Ambarcumian (ur. 1908 w Tbilisi, zm. 1996) – ormiański astronom
- Szota Arweladze (ur. 1973 w Tbilisi) – gruziński piłkarz, zawodnik reprezentacji Gruzji oraz hiszpańskiego klubu Levante UD
- Mirzə Fətəli Axundov (zm. 1878 w Tbilisi) – azerski pisarz i filozof
- Herbert Backe (ur. 1896 w Batumi, zm. 1947) – Minister III Rzeszy do spraw Wyżywienia i Gospodarki Rolnej. W latach 1905–1914 uczęszczał do gimnazjum w Tbilisi
- Roman Bagration (ur. 1778 w Dagestanie, zm. 1834 w Tbilisi) – rosyjski generał pochodzenia gruzińskiego, książę
- Konstantin Bakradze (ur. 1898, zm. 1970) – gruziński filozof, w 1940 r. został profesorem filozofii i logiki na Uniwersytecie w Tbilisi
- David Baramidze (ur. 1988 w Tbilisi) – niemiecki szachista pochodzenia gruzińskiego
- Raszid Biehbudow (ur. 1915 w Tbilisi, zm. 1989) – azerbejdżański piosenkarz i aktor
- Aleksiej Brusiłow (ur. 1853 w Tbilisi, zm. 1926 w Moskwie) – generał rosyjski
- Paata Burczuladze (ur. 1951 w Tbilisi) – gruziński śpiewak
- Aram Chaczaturian (ur. 1903 w Tbilisi, zm. 1978 w Moskwie) – ormiański kompozytor muzyki poważnej, dyrygent i pedagog
- Józef Chodźko (ur. 1800 w Krzywiczach, zm. 1882 w Tbilisi) – polski topograf i geodeta, badacz Kaukazu. Od 1840 r. do chwili śmierci pracował w Kaukaskim Oddziale Topograficznym w Tbilisi
- Leon Chwistek (ur. 1884 w Krakowie, zm. 1944) – polski malarz, poeta, filozof, matematyk i logik. Od 1941 do 1943 mieszkał w Tbilisi, gdzie nauczał analizy matematycznej
- Nikołaj Czeriepnin (ur. 1873 w Sankt Petersburgu, zm. 1945) – rosyjski kompozytor, pedagog muzyczny i dyrygent. W latach 1918–1921 dyrektor konserwatorium w Tbilisi
- Simon Czikowani (ur. 1903 w Naesakao, zm. 1966 w Tbilisi) – gruziński poeta
- Giwi Czocheli (ur. 1937 w Telawi, zm. 1994 w Tbilisi) – gruziński piłkarz
- Jakow Dżugaszwili (ur. 1907, zm. 1943) – syn Józefa Stalina. Mieszkał i uczył się w Tbilisi, zanim w 1921 r. przeprowadził się do Moskwy
- Tytus Filipowicz (ur. 1873 w Warszawie, zm. 1953 w Londynie) – polski działacz polityczny i dyplomata. W 1921 r. mianowany został posłem w Tbilisi, jednak urzędu nie objął z uwagi na wkroczenie do Gruzji Armii Czerwonej
- Konstantin Gamsachurdia (1893-1975) – gruziński pisarz XX w., ojciec prezydenta Gruzji Zwiada Gamsachurdii
- Manana Gamsachurdia – żona pierwszego prezydenta Gruzji Zwiada Gamsachurdii, w latach 1991–1993 pierwsza dama Gruzji
- Zwiad Gamsachurdia (1939 w Tbilisi – 1993) – pierwszy wybrany w wolnych wyborach prezydent Gruzji (26 maja 1991 – 22 grudnia 1991)
- Tadeusz Gede (1911 w Tbilisi, zm. 1982 w Warszawie) – polski polityk
- Elene Gedewaniszwili (ur. 1990 w Tbilisi) – gruzińska łyżwiarka figurowa
- Wladimer Gucaewi (ur. 1952 we wsi Kedigora w rejonie Achalgori) – osetyjski piłkarz. Przez całą karierę zawodniczą związany był z Dinamem Tbilisi
- Mychajło Hruszewski (1866-1934) – ukraiński historyk i polityk, pierwszy prezydent Ukraińskiej Republiki Ludowej. W młodości mieszkał w Tbilisi i uczęszczał do tbiliskiego gimnazjum
- Gert Hummel (ur. 1933 w Sindelfingen, zm. 2004 w Tbilisi) – niemiecki duchowny i teolog ewangelicko-luterański. Od 1999 r. biskup kościoła ewangelickiego w Gruzji
- Nana Ioseliani – (ur. 1962 w Tbilisi) – gruzińska szachistka, dwukrotna wicemistrzyni świata
- Michaił Ippolitow-Iwanow (1859-1935) – rosyjski kompozytor i dyrygent. Uczeń Nikołaja Rimskiego-Korsakowa. Po ukończeniu konserwatorium w 1882 r. spędził dziesięć lat w Tyflisie jako dyrektor tamtejszej szkoły muzycznej i dyrygent orkiestry symfonicznej
- Leon Janiszewski (ur. 1810 w Kaliszu, zm. 1861 w Tbilisi) – polski poeta i muzyk. W latach czterdziestych XIX w. zesłany do Tbilisi, gdzie nauczał muzyki
- Michaił Kałatozow (ur. 1903 w Tbilisi, zm. 1973 w Moskwie) – radziecki reżyser filmowy pochodzenia gruzińskiego
- Wachtang Kikabidze – (ur. 1938 w Tbilisi) – gruziński artysta estradowy i aktor
- Dawit Kipiani (ur. 1951 w Tbilisi, zm. 2001) – gruziński piłkarz w reprezentacji Związku Radzieckiego, trener piłkarski
- Bogdan Kobułow – (ur. 1904 w Tbilisi, zm. 1953) – komisarz bezpieczeństwa państwowego, w latach 1938–1941 zastępca komisarza spraw wewnętrznych Ławrientija Berii, od 1939 szef Głównego Zarządu Gospodarczego NKWD
- Berthold Lubetkin – (ur. 1901 w Tbilisi, zm. 1990 w Bristolu) – brytyjski architekt pochodzenia rosyjskiego, przedstawiciel modernizmu przed II wojną światową
- Micheil Meschi (ur. 1937 w Tbilisi, zm. 1991 w Tbilisi) – gruziński piłkarz, napastnik reprezentacji Związku Radzieckiego, trener i działacz piłkarski.
- Slawa Metreweli (ur. 1936 w Soczi, zm. 1998 w Tbilisi) – gruziński piłkarz, napastnik występujący w reprezentacji Związku Radzieckiego, trener piłkarski.
- Anastas Mikojan (ur. 1895 w Sanahin, zm. 1978 w Moskwie) – radziecki polityk pochodzenia ormiańskiego. Odpowiedzialny za mord polskich oficerów w Katyniu, jako jedna z siedmiu osób składających podpis pod wiążącym rozkazem. W młodości pobierał nauki w Ormiańskim Seminarium Duchowym w Tbilisi, które ukończył z wyróżnieniem, pozostając zresztą w tym samym czasie członkiem partii partii komunistycznej
- Jacek Multanowski (ur. 8 stycznia 1961, Warszawa) – polski filolog klasyczny i dyplomata, od 2005 r. ambasador RP w Gruzji
- Giwi Nodia (ur. 1948 w Kutaisi, zm. 2005 w Tbilisi) – gruziński piłkarz, występujący na pozycji napastnika, reprezentant Związku Radzieckiego, trener piłkarski
- Mychajło Omelianowicz-Pawlenko (ur. 1878 w Tbilisi, zm. 1952 w Paryżu) – ukraiński generał i działacz niepodległościowy.
- Sergo Ordżonikidze (1886-1937) – radziecki działacz partyjny i państwowy
- Edmund Osterloff (ur. 4 maja 1863 w Gruszczycach, zm. 23 czerwca 1938 w Radomsku) – polski fotografik, jeden z pionierów polskiej fotografii artystycznej. W 1886 r. zesłany do Tbilisi, gdzie nauczał języka niemieckiego
- Siergiej Paradżanow (ur. 1924 w Tbilisi, zm. 1990 w Erywaniu) – radziecki reżyser filmowy pochodzenia ormiańskiego
- Grzegorz Peradze (ur. 1899 w Tbilisi, zm. 1942 w Auschwitz-Birkenau) – gruziński duchowny, święty prawosławny, uczony i teolog
- Tigran Petrosjan (ur. 1929 w Tbilisi, zm. 1984 w Moskwie) – ormiański szachista reprezentujący ZSRR, dziewiąty mistrz świata w szachach
- Dagny Juel Przybyszewska (ur. 8 czerwca 1867 w Kongsvinger, zm. 5 czerwca 1901 w Tbilisi) – norweska pianistka, literatka i tłumaczka
- Waża Pszawela (ur. 1861, zm. 1915 w Tbilisi) – gruziński pisarz
- Victoria Ravva (ur. 31 października 1975 w Tbilisi) – francuska siatkarka pochodzenia gruzińskiego
- Eugeniusz Rodziewicz (ur. 28 stycznia 1872 w Tbilisi) – polski dowódca wojskowy, generał dywizji Wojska Polskiego II RP
- Sandra Roelofs (ur. 23 grudnia 1968 w Terneuzen) – żona Micheila Saakaszwilego, od 2004 roku pierwsza dama Gruzji
- Józef Rokicki (ur. 1894 w Lipnie, zm. 1976 w Warszawie) – polski dowódca wojskowy, podpułkownik Wojska Polskiego i Armii Krajowej, komendant główny Narodowej Organizacji Wojskowej, ukończył szkołę chorążych w Tbilisi
- Brunon Rolke (ur. 4 września 1897 w Tbilisi, zm. 22 sierpnia 1971 w Gdańsku) – polski wojskowy, oficer Armii Imperium Rosyjskiego, armii Hallera, Wojska Polskiego i Armii Krajowej.
- Micheil Saakaszwili (ur. 21 grudnia 1967 w Tbilisi) – gruziński polityk, adwokat, prezydent Gruzji w latach 2004–2007 i 2008–2013.
- Murtaz Szelia (ur. 1969 w Tbilisi) – gruziński emerytowany piłkarz, zawodnik reprezentacji Gruzji w latach 1994–1998
- Eduard Szewardnadze (ur. 1928) – gruziński polityk, minister spraw zagranicznych ZSRR za rządów Michaiła Gorbaczowa (1985-1990), prezydent Gruzji od 1995 do 23 listopada 2003
- Nanuli Szewardnadze (ur. 1929, zm. 2004 w Tbilisi) – gruzińska i radziecka dziennikarka, żona Eduarda Szewardnadzego
- Arnold Walfisz (ur. 1892 w Warszawie, zm. 1962 w Tbilisi) – polski matematyk, w latach 1936–1962 pracownik Tbiliskiego Instytutu Matematycznego Gruzińskiej Akademii Nauk
- Zygmunt Waliszewski (1897-1936) – polski malarz i rysownik, reprezentant nurtu kolorystycznego – kapizmu. Malarstwa uczył się m.in. w Tbilisi
- Michaił Woroncow (1782-1856) – dowódca rosyjskich sił zbrojnych, generał-gubernator Nowej Rosji i Besarabii. Wicekról Kaukazu
- Zurab Żwania (ur. 1963 w Tbilisi – 2005) – gruziński polityk, przewodniczący parlamentu gruzińskiego (1995-2003), premier Gruzji (2004-2005).
- Anita Rachvelishvili (ur. 28 czerwca 1984 w Tbilisi) – gruzińska mezzosopranistka operowa.